# Lublin (voivodia)
Voivodia de Lublin (em polonês/polaco: województwo lubelskie) é uma unidade da divisão administrativa da Polônia e uma das 16 voivodias. Está localizada no leste da Polônia, com uma área de 25 122 km². Abrange principalmente a metade sul das planícies do sul da Polésia, Polésia ocidental e Volínia (até o rio Bug) e a planície de Lublin, uma pequena área do planalto de Volyn, a maioria do território polonês do Roztocze e a borda da bacia de Sandomierz. Segundo os dados do Escritório Central de Estatística (GUS) em 31 de dezembro de 2022 havia 2 024 637 habitantes. A sede das autoridades provinciais é Lublin. É a voivodia mais oriental da Polônia.
A voivodia contemporânea de Lublin compreende várias terras históricas importantes. Da região da Pequena Polônia, inclui quase inteiramente a Terra de Lublin e a maioria da Terra de Łuków, mais a parte da Terra de Stężyce e uma parte da Terra de Sandomierz. Também inclui partes da Rutênia Vermelha e da Polésia na margem esquerda do rio Bug. A partir de 1809, a parte norte da área entre o rio Vístula e o Bug estava na região administrativa de Siedlce, chamada Podlásia, hoje Podlásia do Sul.

## História

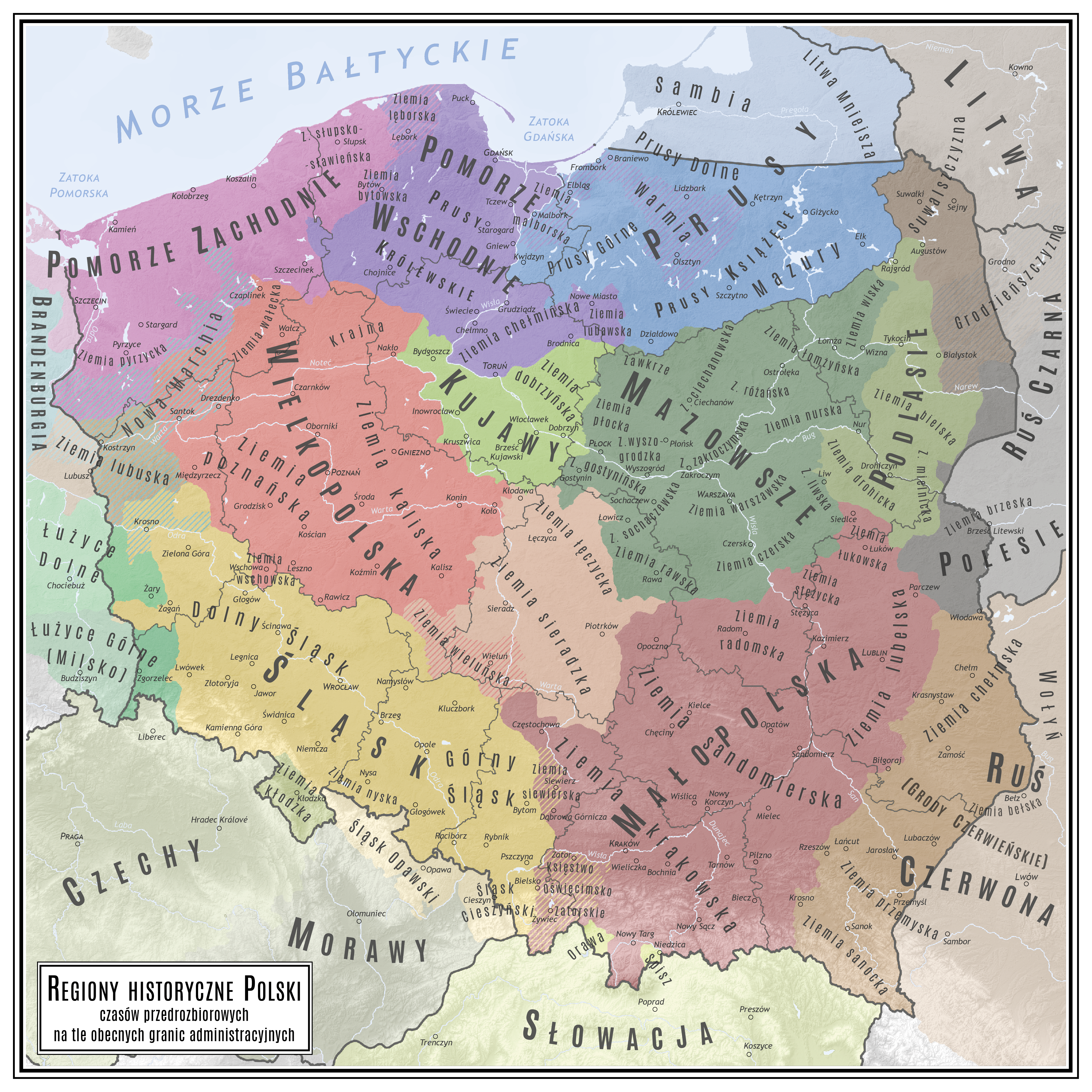
Regiões históricas da voivodia de Lublin e da Polônia no contexto das fronteiras administrativas contemporâneas

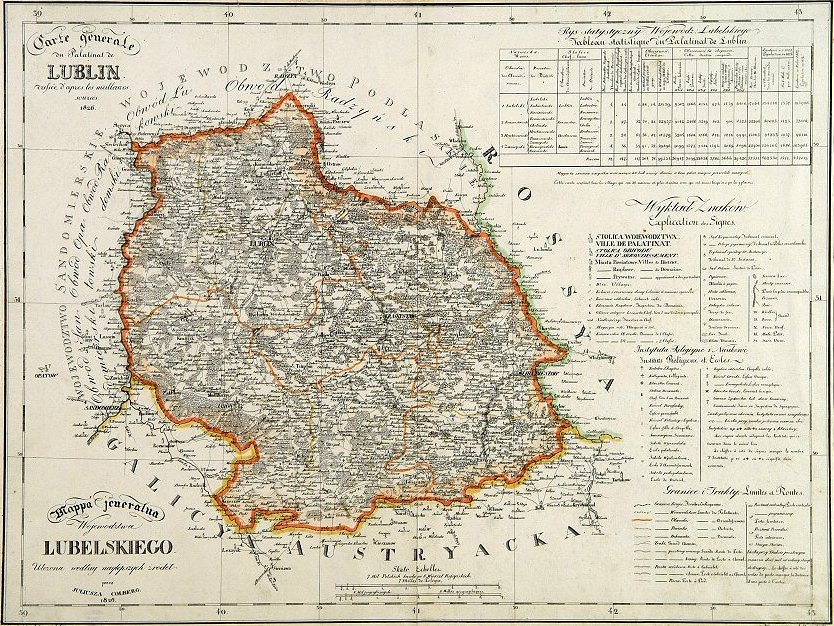
Mapa geral da voivodia de Lublin, 1826

Voivodia de Lublin nos anos 1944-1950

Voivodia de Lublin nos anos 1950–1975

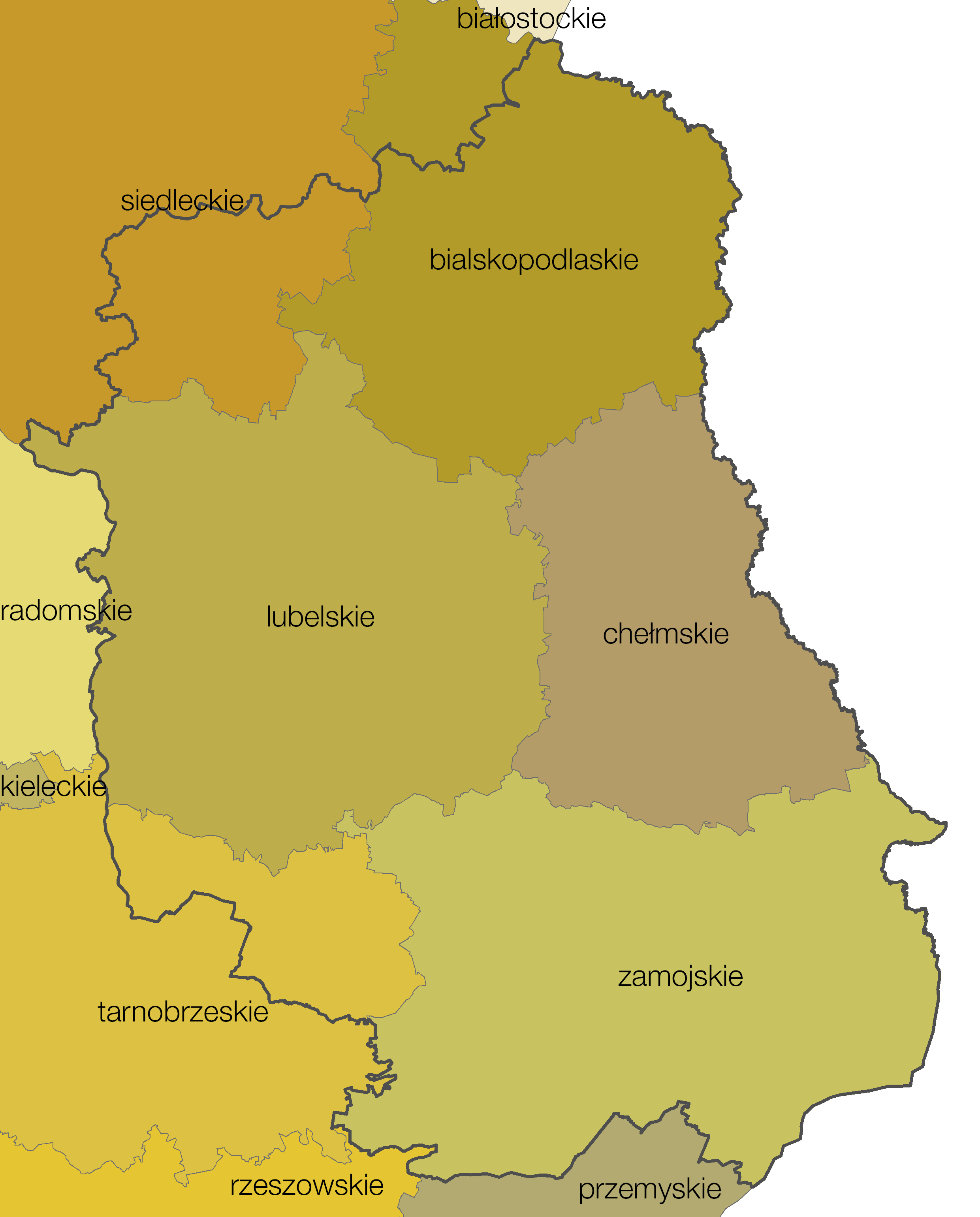
Voivodias de 1975 a 1998 com a fronteira da atual voivodia de Lublin

### História da área
As terras atuais da voivodia de Lublin pertenciam, na Primeira República Polonesa, às seguintes voivodias: Lublin, Rutênia (Terra de Chełm) e Bełz. Parte do condado de Radzyń, do condado de Biała e do condado de Włodawa pertencia à voivodia de Brześć do Grão-Ducado da Lituânia.

### Voivodia de Lublin nos anos 1474–1795
A voivodia de Lublin era uma unidade territorial da Coroa do Reino da Polônia, mais tarde da Comunidade polaco-lituana, existente nos anos 1474–1795, parte da Província da Pequena Polônia. Abrangeu uma área de 10 230 km² e teve 3 condados. Lublin era a sede do voivoda e o local onde eram realizadas assembleias locais.
A voivodia foi fundada pelo rei Casimiro IV Jagelão em 1474, excluindo-a da voivodia de Sandomierz.
O brasão de armas da voivodia mostrava um veado branco sobre fundo vermelho. O lema da voivodia é a frase latina: Parata semper cornua, que significa “Chifres sempre prontos”. Estas palavras devem ser entendidas como: a bandeira de cavaleiro da região de Lublin, com seu sinal de um cervo saltitante e com chifres, está sempre pronta e disposta a lutar.
Principais cidades: Lublin, Urzędów, Kurów, Kazimierz Dolny, Łuków, Parczew.

### Voivodia de Lublin nos anos 1816–1837
A voivodia de Lublin, uma voivodia da Polônia do Congresso existente em 1816–1837 (e 1863) com sua capital em Lublin. Por ordem de Nicolau I da Rússia de 23 de fevereiro/7 de março de 1837, foi renomeada gubernia de Lublin.
A voivodia foi dividida em 4 oblasts e 10 condados.
Durante a Revolta de Janeiro, o Governo Nacional, em 28 de março de 1863, promulgou o “Regulamento das Autoridades Administrativas na antiga Polônia do Congresso”. Conforme o regulamento, a divisão administrativa em gubernias foi abolida e, em vez disso, a antiga Polônia do Congresso foi dividida em oito voivodias nas fronteiras de 1816. Em parte do território da gubernia de Lublin, a voivodia de Lublin foi restaurada nas fronteiras de 1816.

### Voivodia de Lublin no período da Segunda República Polonesa
A voivodia de Lublin na Segunda República Polonesa existiu nos anos 1919–1939 com capital em Lublin.
A voivodia foi fundada em 14 de agosto de 1919. A voivodia tinha uma localização central e era a única voivodia da Segunda República Polonesa — não fazia fronteira com os países vizinhos. A voivodia cobria aproximadamente a área da atual voivodia de Lublin, com os condados de Garwolin, Siedlce, Sokołów e Węgrów (agora na voivodia da Mazóvia), bem como a vizinhança de Krzeszów e Zaklików (agora na voivodia da Subcarpácia); no entanto, não cobria o cinturão sul de Bełżec — Lubycza Królewska — Ulhówek — Chłopiatyn, então pertencente à voivodia de Lviv. As principais cidades da voivodia, além de Lublin, eram Siedlce, Chełm, Zamość, Biała Podlaska, Międzyrzec Podlaski, Łuków e Hrubieszów. Em 1939, a voivodia tinha 15 condados rurais e um município.
Após a Segunda Guerra Mundial, quase toda a área da voivodia de Lublin permaneceu nas fronteiras da Polônia; apenas Piaseczno e Pawłowice foram incorporados à União Soviética em 1951.

### Voivodia de Lublin em 1944–1975
Capital: Lublin
Condados: Lublin, Biała, Biłgoraj, Chełm, Hrubieszów, Kraśnik (a partir de 1945), Janów (até 1945), Krasnystaw, Lubartów, Lublin, Łuków, Puławy, Radzyń, Siedlce, Tomaszów, Włodawa, Zamość.
Principais cidades: Biała Podlaska, Biłgoraj, Chełm, Dęblin, Hrubieszów, Krasnystaw, Kraśnik, Lubartów, Łęczna, Łuków, Włodawa, Puławy, Radzyń Podlaski, Ryki, Siedlce, Zamość.
Após as mudanças em 1950
Condados: Chełm (a partir de 1951), Lublin, Zamość (a partir de 1952), Bełżyce (a partir de 1956), Biała, Biłgoraj, Bychawa (a partir de 1956), Chełm, Hrubieszów, Kraśnik, Janów (a partir de 1956), Krasnystaw, Lubartów, Lublin, Łuków, Puławy, Radzyń, Tomaszów, Włodawa, Zamość.
Principais cidades: Biała Podlaska, Biłgoraj, Chełm, Dęblin, Hrubieszów, Kraśnik, Lubartów, Łuków, Włodawa, Puławy, Świdnik, Zamość e Tomaszów Lubelski.

### Voivodia de Lublin em 1975–1998
A voivodia de Lublin era uma das 49 voivodias existentes na Polônia nos anos de 1975–1998. Localizava-se no leste da Polônia. Era adjacente às seguintes voivodias: Białskopodlaskie, Siedlce, Radom, Tarnobrzeg, Zamość e Chełm. Na nova divisão administrativa, a partir de 1999, as terras da antiga voivodia foram integralmente incluídas na nova e maior voivodia de Lublin. Lublin era a sede da voivodia.

### Voivodia de Lublin desde 1999
Em 1999, como resultado da reforma administrativa, foi criada uma voivodia governo-autogoverno a partir das voivodias da divisão administrativa anterior:
- Voivodia de Lublin, coloquialmente chamada de “velha” ou “pequena” (na totalidade)
- Voivodia de Zamość (na totalidade)
- Voivodia de Chełm (na totalidade)
- Voivodia de Biała Podlaska (exceto as comunas do condado de Łosice)
- Voivodia de Tarnobrzeg (apenas as comunas dos condados de Janów e Kraśnik)
- Voivodia de Siedlce (apenas as comunas do condado de Łuków e a comuna de Kłoczew do condado de Ryki).

Os dados em 2019 do Eurostat mostram que todas as regiões da Polônia, exceto a capital, estão significativamente abaixo da média da União Europeia. Em nenhuma região, exceto Varsóvia, o PIB per capita expresso em paridade de poder de compra ultrapassou o nível de 80% da média da União Europeia. O rendimento per capita mais baixo expresso em PPS foi registrado nas voivodias de Lublin e Vármia-Masúria (50% da média da UE).

## Geografia
Segundo os dados de 31 de dezembro de 2021, a área da voivodia era de 25 122 km², representando 8% da área da Polônia (3.º lugar no país em termos de área).

### Localização administrativa
A voivodia está localizada na parte oriental da Polônia, entre os rios Vístula e o Bug (apenas parte do condado de Puławy fica no lado oeste do Vístula). Faz fronteira com:
- Bielorrússia (com a região de Brest) ao longo de 165,2 km a leste
- Ucrânia (com as regiões de Lviv e Volínia) ao longo de 282,5 km a leste e com as seguintes voivodias:
- Subcarpácia ao longo de 297,4 km ao sul
- Podláquia ao longo de 3,9 km ao norte
- Mazóvia ao longo de 362,6 km ao norte e oeste
- Santa Cruz ao longo de 33,1 km a oeste

O comprimento total das fronteiras da voivodia é de 1 144,7 km.

### Coordenadas geográficas e a extensão do território
Coordenadas geográficas dos pontos extremos:
- Norte: 52°17′16″ latitude N — rio Bug (vila de Gnojno, condado de Biała),
- Sul: 50°15′06″ latitude N — fronteira entre os postos fronteiriços n.° 638 e n.° 639 (vila de Siedliska, condado de Tomaszów),
- Oeste: 21°36′55″ longitude E — ilha sem nome no rio Vístula (vila de Paprotnia, condado de Ryki),
- Leste: 24°08′43″ longitude E — rio Bug entre os postos fronteiriços n.º 902 e n.º 903 (vila de Zosin, condado de Hrubieszów).

No sentido norte-sul, a voivodia se estende por 226 km, ou seja, 2°02′10″.
No sentido leste-oeste, a extensão de voivodia é de 177 km, o que na dimensão angular dá 2°31′48″.

### Localização física e geográfica

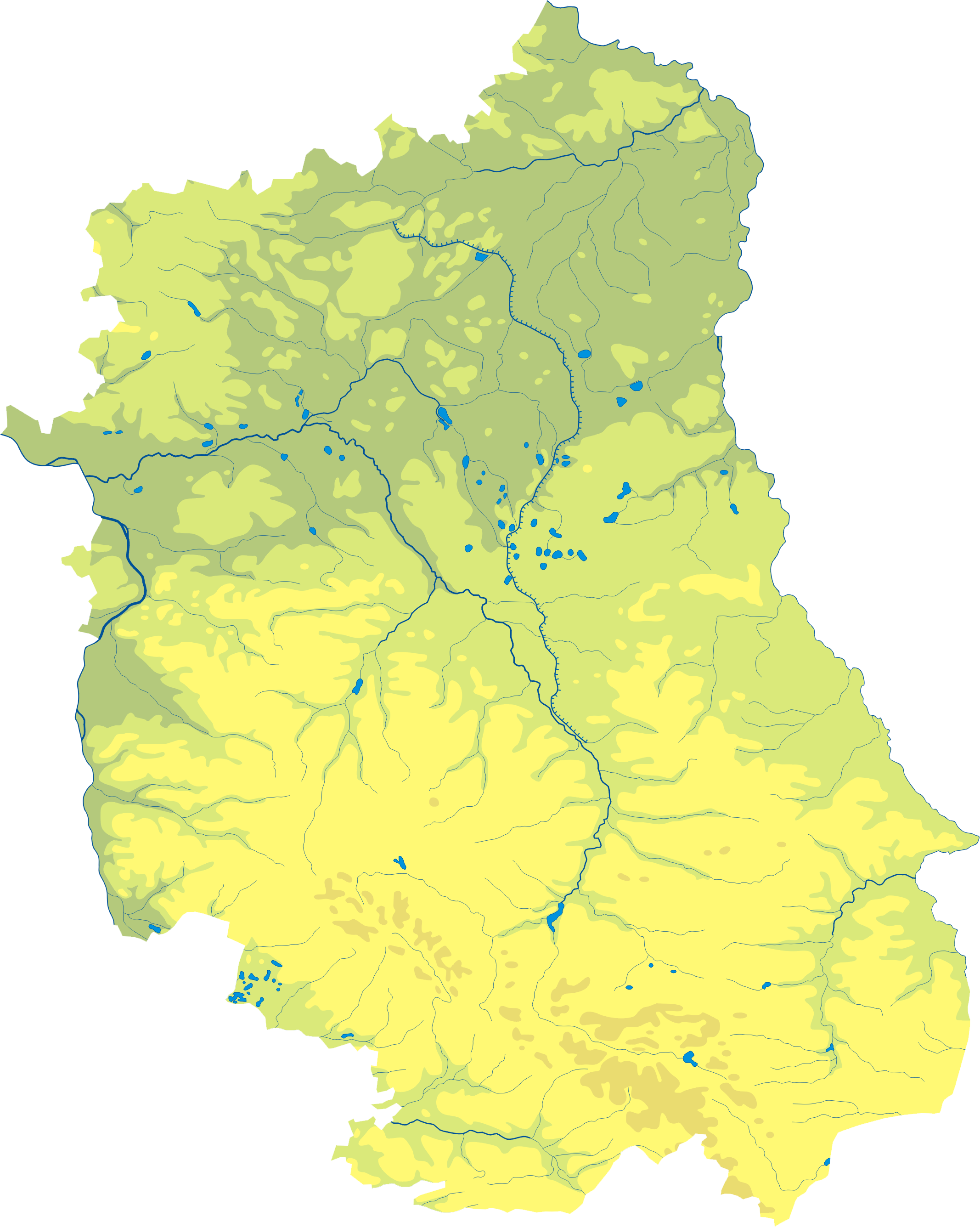
Mapa físico da voivodia de Lublin

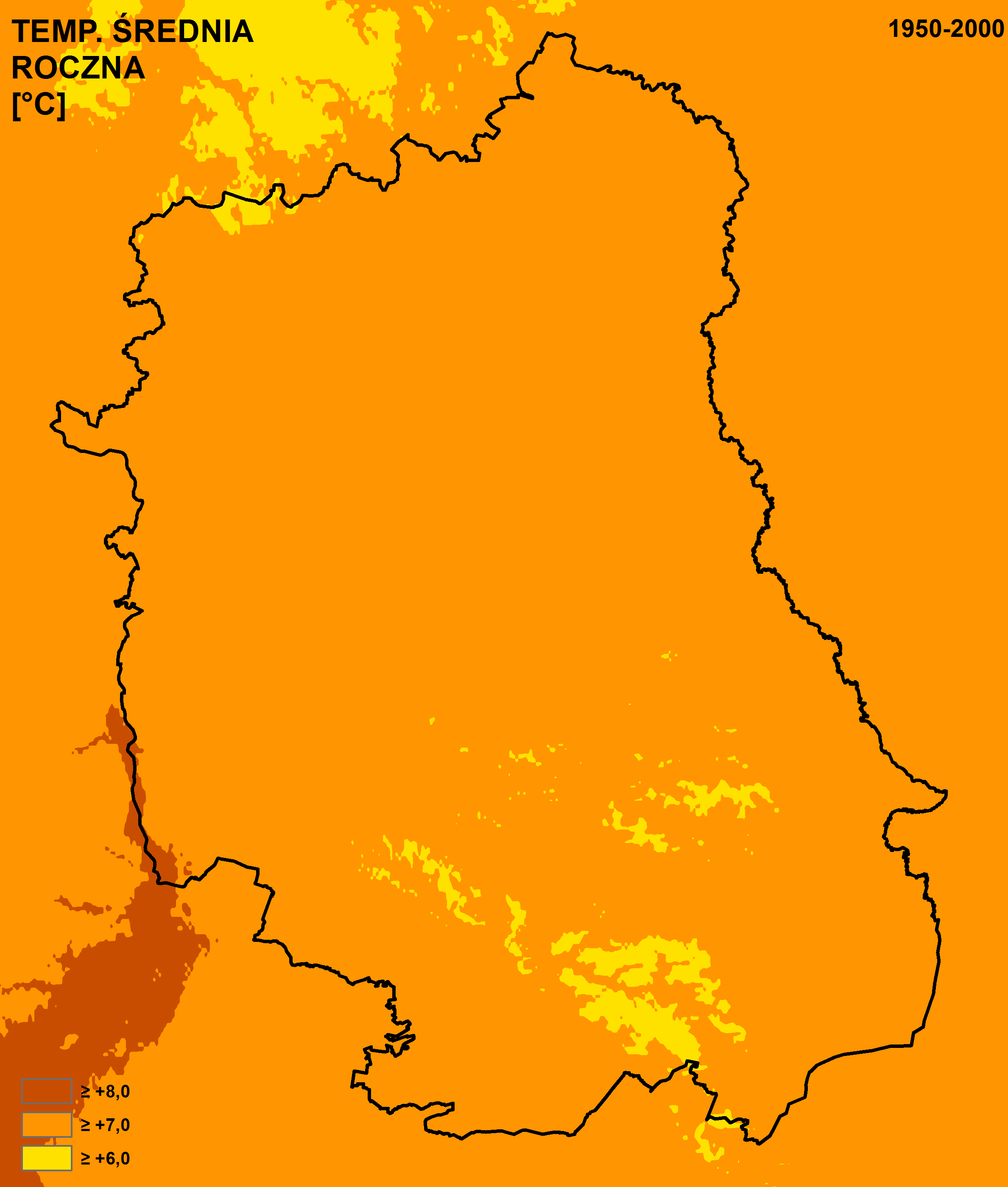
Temperatura média anual

O território da voivodia de Lublin ocupa partes das quatro unidades de mais alta ordem da regionalização físico-geográfica da Europa. A maioria pertence à megarregião da Europa Central extra-alpina. São elas: a macrorregião da planície da Podláquia meridional (318.9), localizada na planície europeia setentrional e o planalto de Lublin (343.1) e a cadeia de colinas Roztocze (343.2) - as macrorregiões da província do planalto da Polônia. A Polésia ocidental (845.1) e a Polésia-Volínia (845.3) são macrorregiões da província da Polésia pertencentes à megarregião da planície europeia oriental. A bacia de Sandomierz (512.4-5) faz parte da megarregião dos Cárpatos.
Entre as macrorregiões mencionadas acima, a maior área da voivodia é ocupada pela região do planalto de Lublin, pela planície da Podláquia meridional e pela Polésia ocidental.

### Relevo
As regiões geográficas da voivodia de Lublin pertencem a três cinturões do relevo da superfície polonesa:
- Planícies glaciais antigas — ocupam a metade norte da voivodia
  - parte norte e oeste do cinturão: planície do sul da Podláquia,
  - na parte oriental: Polésia ocidental;
- Terras altas calcárias e loesse — constituem o cinturão central e sul da voivodia
  - parte oeste e central do cinturão: planalto de Lublin,
  - parte oriental: planalto da Volínia, Polésia-Volínia,
  - na parte sudeste: Roztocze;
- Vales subcarpácios
  - Bacia de Sandomierz — uma antiga planície glacial, parte da qual está localizada no extremo sul da voivodia.

O ponto mais alto está localizado em Roztocze oriental — é o pico Krągły Goraj — 388,7 m de altitude (próximo à vila de Huta Lubycka, condado de Tomaszów), enquanto o lugar mais baixo, 106,7 m. de altitude, fica no vale do médio do rio Vístula, perto da vila de Piotrowice, no condado de Ryki.

### Recursos hídricos
Águas de superfície. Toda a voivodia está localizada na bacia do rio Vístula. O rio principal e seus pequenos tributários diretos drenam as águas da parte oeste do território. A parte central da voivodia está localizada na bacia (secundária) do rio Wieprz, a parte oriental está na bacia do rio Bug Ocidental (Narew), a bacia do rio San está localizada no sul e a menor área pertence à bacia direta do rio Vístula. O maior rio na parte de Lublin, da bacia do rio Bug, é o rio Krzna, cuja bacia hidrográfica cobre a parte nordeste da voivodia. Na região de Lublin, no lado sul de Roztocze, o maior rio é o Tanew. Na parte sul de Polésia ocidental, existe um complexo de lagos cársicos.

## Divisão administrativa
A voivodia de Lublin é dividida em 20 condados e 4 cidades com direitos de condados. Existem 213 comunas localizadas em sua área: 20 comunas urbanas (incluindo 4 idênticas àquelas com direitos de condado), 30 comunas urbano-rurais e 163 comunas rurais. Existem 51 povoados na voivodia de Lublin com direitos de cidade (direitos concedidos à cidade).
O maior condado da voivodia é o de Biała, cuja área é de 2 755 km², e o menor é o de Świdnik com 468 km². A maior comuna da voivodia é a de Biała Podlaska com 325,4 km² e a menor é a de Zamość com 30,0 km².
Excluindo as cidades com direitos de condado (Lublin, Zamość, Chełm e Biała Podlaska), conforme os dados de 31 de dezembro de 2022, o condado com o maior número de habitantes é o de Lublin — 154 387 habitantes, e o condado com o menor número é o de Parczew — 34 954 habitantes. Excluindo as cidades com direitos de condado, a comuna com maior número de habitantes é a comuna urbana de Puławy — 47 774 habitantes, e a com o menor número de habitantes é a comuna rural de Podedwórze — 1 634 habitantes.
| Brasão | Bandeira | Condado                                         | Área [km²] | População (31-12-2022) | Densidade demográfica [hab./km²] | Posição na Polônia por área | Posição na Polônia por população | Taxa média de desemprego (31-12-2021) | Dívida do governo local em relação à receita (2014) | Taxa de urbanização |
| ------ | -------- | ----------------------------------------------- | ---------- | ---------------------- | -------------------------------- | --------------------------- | -------------------------------- | ------------------------------------- | --------------------------------------------------- | ------------------- |
|        |          | Biała                                           | 2755       | 111 391                | 40                               | 3                           | 97                               | 8,9%                                  | 12,09%                                              | 20,35%              |
|        |          | Biłgoraj                                        | 1681       | 101 435                | 60                               | 20                          | 117                              | 4,6%                                  | 20,95%                                              | 32,79%              |
|        |          | Chełm                                           | 1887       | 78 228                 | 41                               | 11                          | 201                              | 11,0%                                 | 19,07%                                              | 6,23%               |
|        |          | Hrubieszów                                      | 1268       | 63 698                 | 50                               | 71                          | 240                              | 12,5%                                 | 7,20%                                               | 26,86%              |
|        |          | Janów                                           | 875        | 46 057                 | 53                               | 160                         | 322                              | 8,7%                                  | 24,65%                                              | 24,67%              |
|        |          | Kraśnik                                         | 1005       | 96 043                 | 96                               | 126                         | 127                              | 8,2%                                  | 18,81%                                              | 38,83%              |
|        |          | Krasnystaw                                      | 1031       | 63 925                 | 62                               | 118                         | 236                              | 11,0%                                 | 19,53%                                              | 27,36%              |
|        |          | Łęczna                                          | 637        | 57 457                 | 90                               | 241                         | 265                              | 5,2%                                  | 19,82%                                              | 38,07%              |
|        |          | Lubartów                                        | 1289       | 88 789                 | 69                               | 65                          | 146                              | 10,6%                                 | 47,20%                                              | 31,63%              |
|        |          | Lublin                                          | 1680       | 154 387                | 92                               | 21                          | 44                               | 4,5%                                  | 39,57%                                              | −                   |
|        |          | Łuków                                           | 1394       | 107 449                | 77                               | 48                          | 107                              | 3,6%                                  | 41,27%                                              | 30,67%              |
|        |          | Opole                                           | 810        | 59 726                 | 74                               | 176                         | 256                              | 7,5%                                  | 18,49%                                              | 30,05               |
|        |          | Parczew                                         | 952        | 34 954                 | 37                               | 142                         | 367                              | 6,6%                                  | 28,50%                                              | 28,12%              |
|        |          | Puławy                                          | 934        | 113 762                | 122                              | 202                         | 91                               | 5,7%                                  | 5,71%                                               | 49,54%              |
|        |          | Radzyń                                          | 965        | 59 278                 | 61                               | 138                         | 259                              | 6,4%                                  | 18,48%                                              | 26,4%               |
|        |          | Ryki                                            | 615        | 56 166                 | 91                               | 252                         | 276                              | 6,5%                                  | 15,79%                                              | 47,32%              |
|        |          | Świdnik                                         | 468        | 72 039                 | 154                              | 291                         | 208                              | 8,3%                                  | 0,00%                                               | 55,18%              |
|        |          | Tomaszów                                        | 1489       | 83 715                 | 56                               | 37                          | 162                              | 7,0%                                  | 46,02%                                              | 25,29%              |
|        |          | Włodawa                                         | 1256       | 38 668                 | 31                               | 73                          | 355                              | 14,8%                                 | 20,31%                                              | 34,08%              |
|        |          | Zamość                                          | 1870       | 106 935                | 57                               | 12                          | 110                              | 8,5%                                  | 15,31%                                              | 10,57%              |
|        |          | Biała Podlaska (cidade com direitos de condado) | 49         | 57 352                 | 1170,4                           | 365                         | 267                              | 8,8%                                  | 39,92%                                              | 100%                |
|        |          | Chełm (cidade com direitos de condado)          | 35         | 62 670                 | 1790,6                           | 370                         | 245                              | 9,7%                                  | 46,54%                                              | 100%                |
|        |          | Lublin (cidade com direitos de condado)         | 147        | 339 682                | 2310,8                           | 331                         | 10                               | 5,2%                                  | 63,35%                                              | 100%                |
|        |          | Zamość (cidade com direitos de condado)         | 30         | 63 813                 | 2127,1                           | 377                         | 238                              | 8,7%                                  | 23,86%                                              | 100%                |

As maiores cidades da voivodia de Lublin
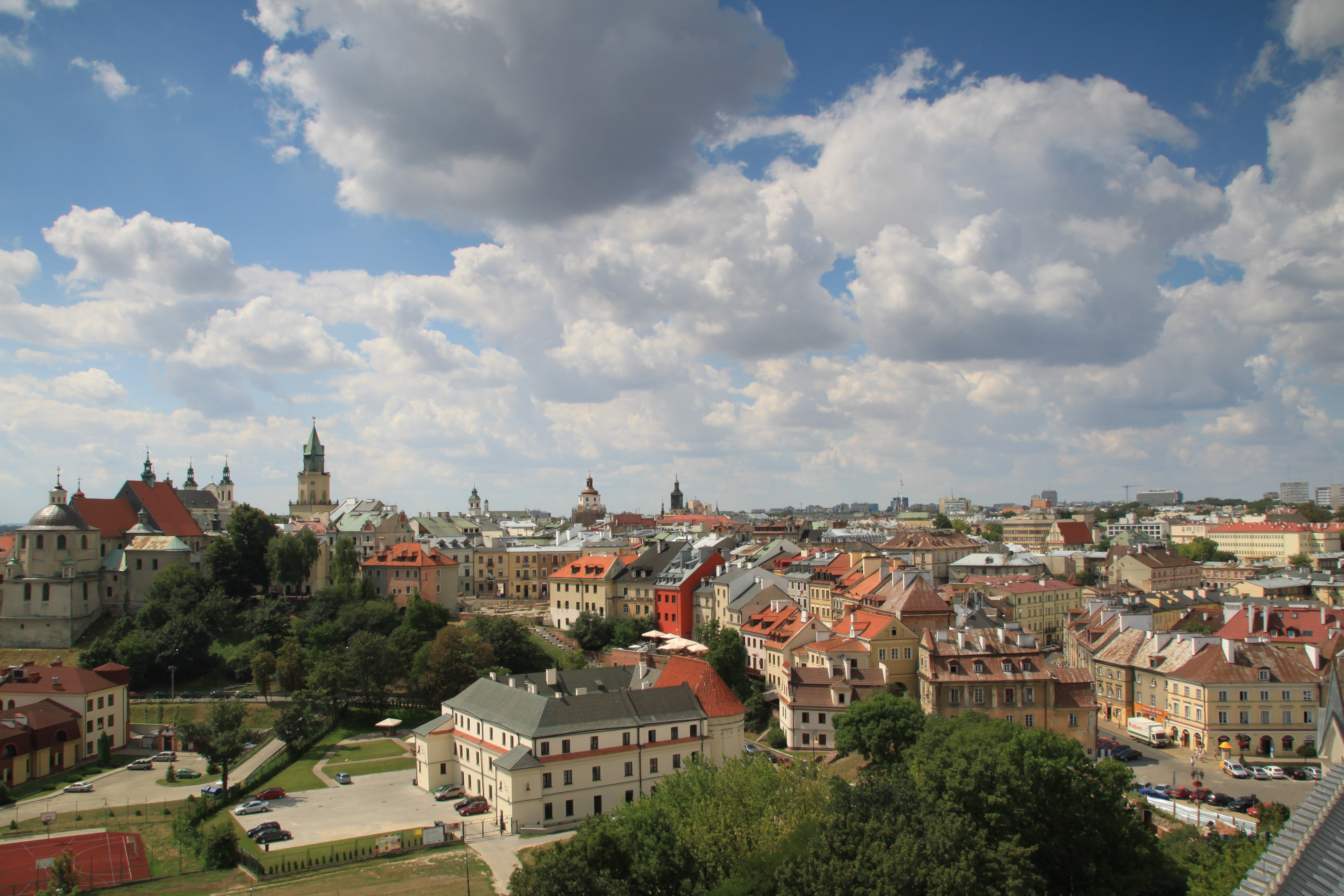
Lublin — traçado urbano da Cidade Velha e centro da cidade
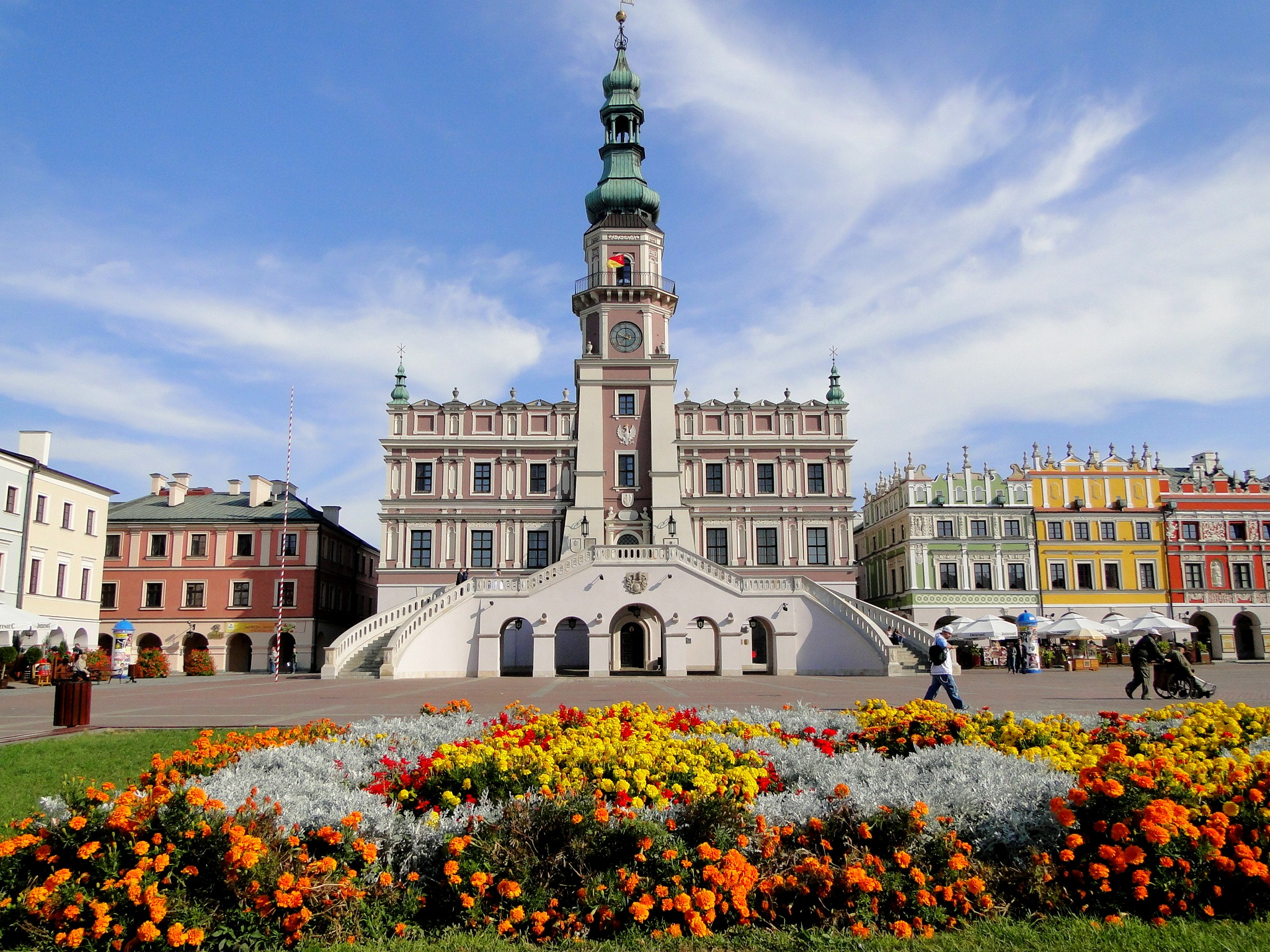
Zamość — prefeitura
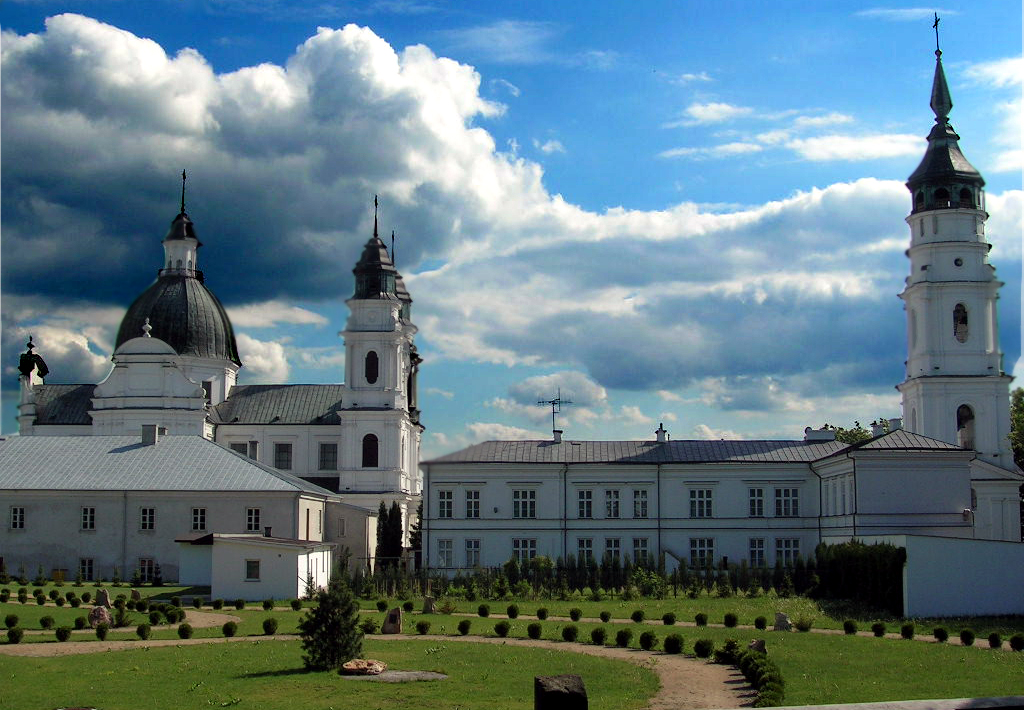
Chełm — Basílica da Bem-Aventurada Virgem Maria, torre do sino, mosteiro basiliano
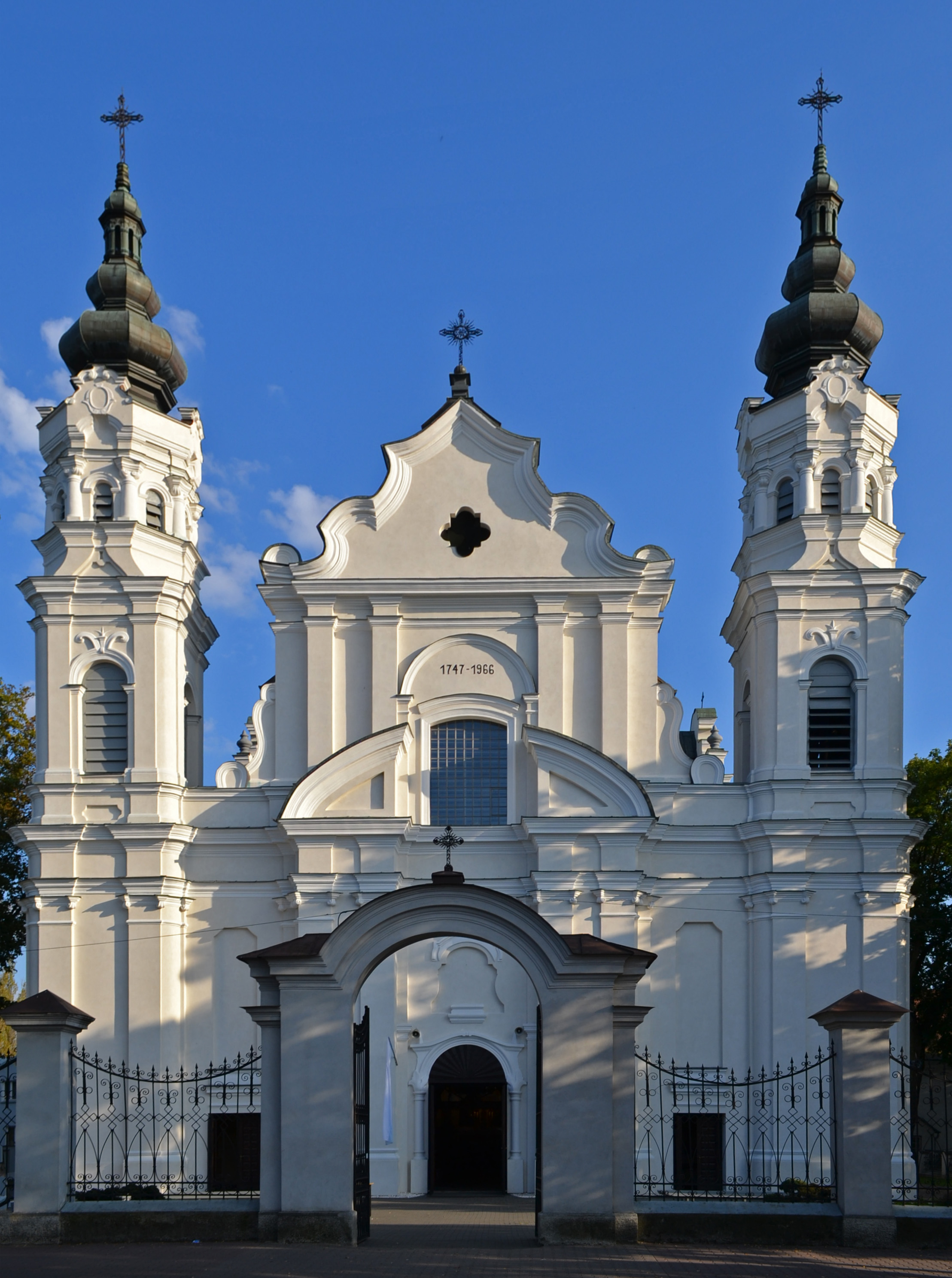
Biała Podlaska — igreja de São José
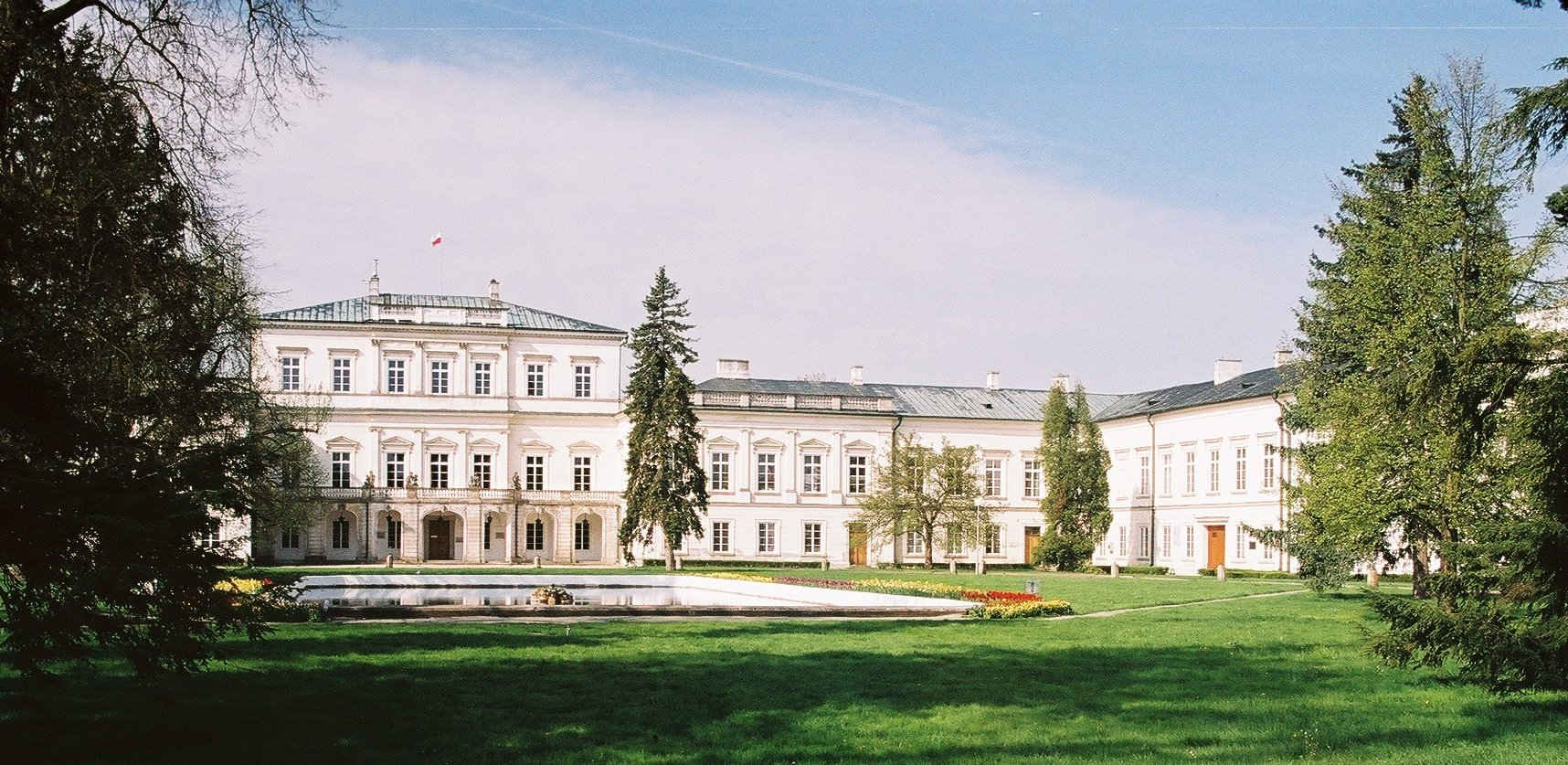
Puławy — Palácio Czartoryski visto do pátio na parte central do palácio
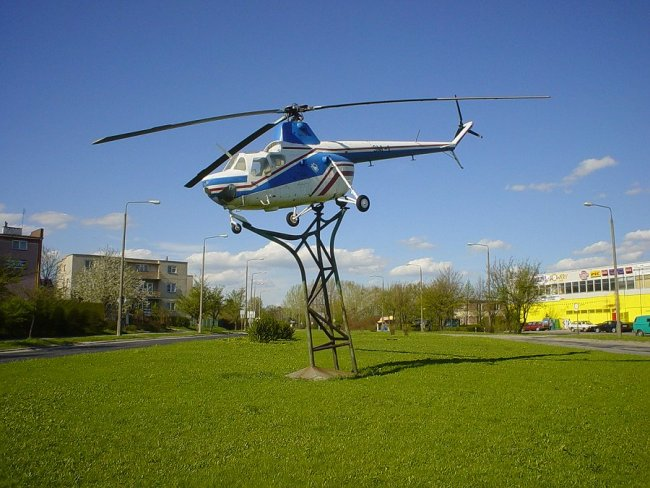
Świdnik — helicóptero SM-1 na rotatória em Świdnik
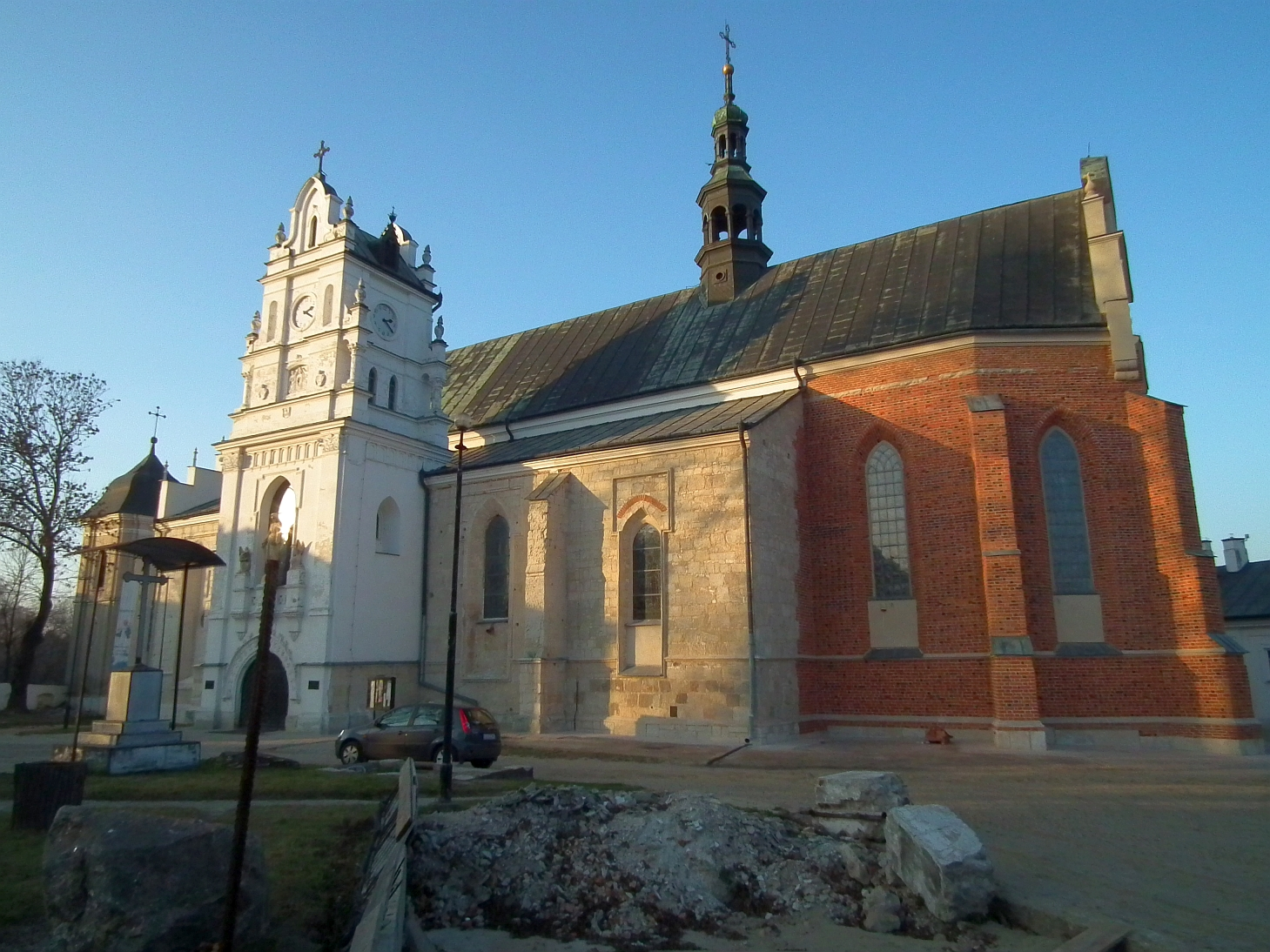
Kraśnik — igreja da Assunção da Bem-Aventurada Virgem Maria

## Sub-regiões estatísticas
A voivodia de Lublin consiste em 4 sub-regiões estatísticas (GUS) — conforme a norma NUTS da União Europeia:
- A sub-região de Lublin (código 314) inclui 1 cidade com direitos de condado e 4 condados: Lublin, condado de Lublin, condado de Świdnik, condado de Lubartów e condado de Łęczna[44]
- A sub-região de Biała (código 311) inclui 1 cidade com direitos de condado e 4 condados: Biała Podlaska, condado de Biała, condado de Radzyń, condado de Parczew e condado de Włodawa[45]
- A sub-região de Chełm-Zamość (código 312) inclui 2 cidades com direitos de condado e 6 condados: Chełm, Zamość, condado de Chełm, condado de Zamość, condado de Hrubieszów, condado de Biłgoraj, condado de Tomaszów e condado de Krasnystaw[46]
- A sub-região de Puławy (código 315) inclui 6 condados: condado de Puławy, condado de Łuków, condado de Ryki, condado de Opole, condado de Kraśnik e condado de Janów[47]

## Cidades
Existem 57 cidades na voivodia de Lublin, incluindo:
- 4 cidades com direitos de condado
- 16 cidades sedes de condados

Os nomes das cidades com direitos de condado estão em negrito e os nomes das cidades sedes de condados foram escritos em itálico.
- Annopol
- Bełżyce
- Biała Podlaska
- Biłgoraj
- Bychawa
- Czemierniki
- Chełm
- Dęblin
- Frampol
- Goraj
- Hrubieszów
- Izbica
- Janów Lubelski
- Józefów
- Józefów nad Wisłą
- Kamionka
- Kazimierz Dolny
- Kock
- Końskowola
- Kraśnik
- Krasnobród
- Krasnystaw
- Kurów
- Łaszczów
- Łęczna
- Lubartów
- Lublin
- Lubycza Królewska
- Łuków
- Międzyrzec Podlaski
- Modliborzyce
- Nałęczów
- Opole Lubelskie
- Ostrów Lubelski
- Parczew
- Piaski
- Piszczac
- Poniatowa
- Puławy
- Radzyń Podlaski
- Rejowiec
- Rejowiec Fabryczny
- Ryki
- Siedliszcze
- Stoczek Łukowski
- Świdnik
- Szczebrzeszyn
- Tarnogród
- Terespol
- Tomaszów Lubelski
- Turobin
- Tyszowce
- Urzędów
- Wąwolnica
- Włodawa
- Zamość
- Zwierzyniec

## Demografia
Conforme os dados do Escritório Central de Estatística da Polônia (GUS) de 31 de dezembro de 2022, a voivodia de Lublin tinha 2 024 637 habitantes, uma área de 25 122 km² e uma densidade populacional de 85 hab./km². Nos anos 2002–2022, o número de habitantes diminuiu 7,8%.
| Descrição                         | Total      | Total      | Mulheres   | Mulheres   | Homens     | Homens     |
| --------------------------------- | ---------- | ---------- | ---------- | ---------- | ---------- | ---------- |
| unidade                           | habitantes | %          | habitantes | %          | habitantes | %          |
| população                         | 2 024 637  | 100        | 1 044 713  | 51,6       | 979 924    | 48,4       |
| superfície                        | 25 122 km² | 25 122 km² | 25 122 km² | 25 122 km² | 25 122 km² | 25 122 km² |
| densidade populacional (hab./km²) | 85,0       | 85,0       | 43,9       | 43,9       | 41,1       | 41,1       |

## Religião

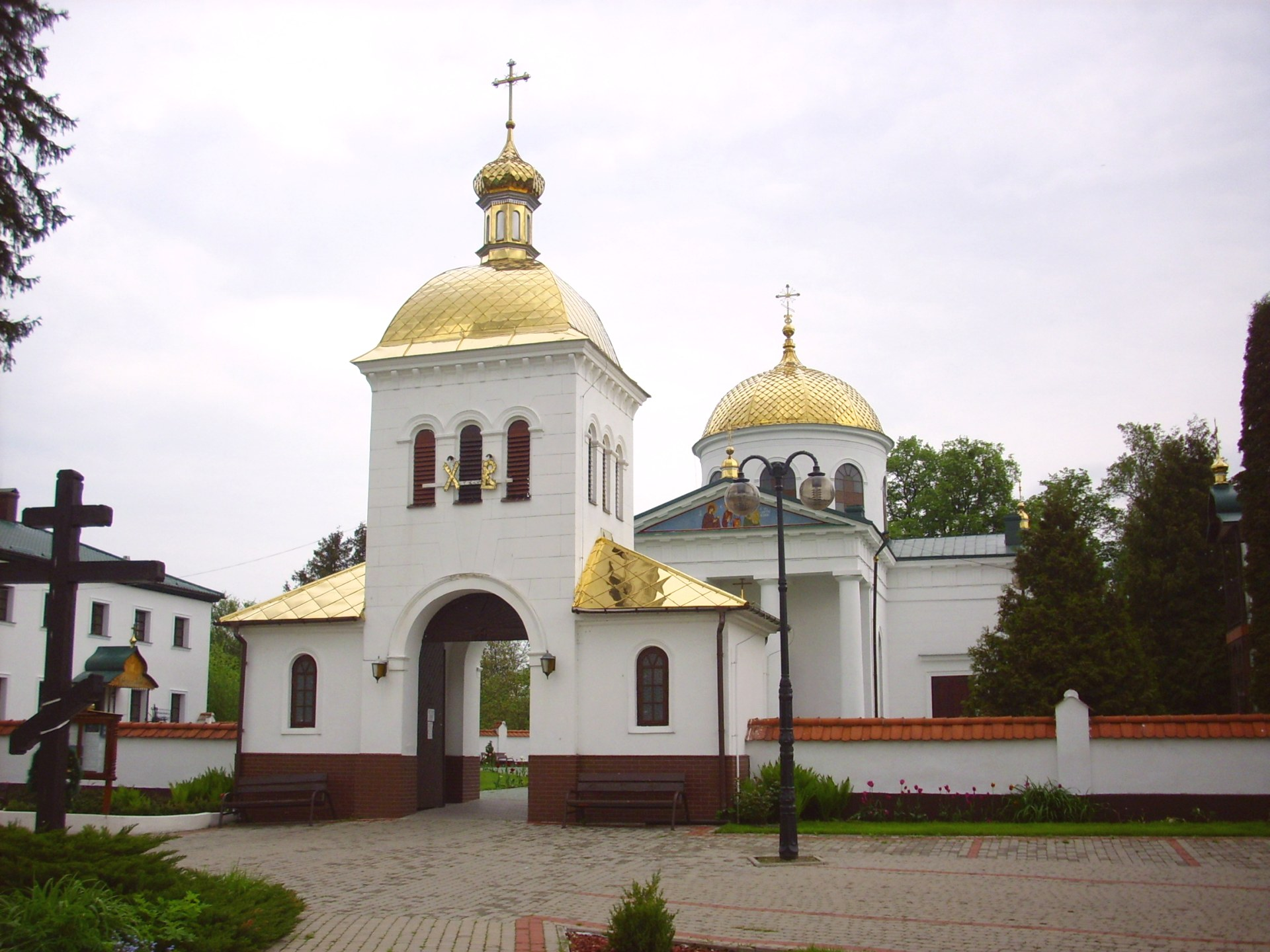
Igreja do mosteiro ortodoxo de Santo Onofre em Jabłeczna

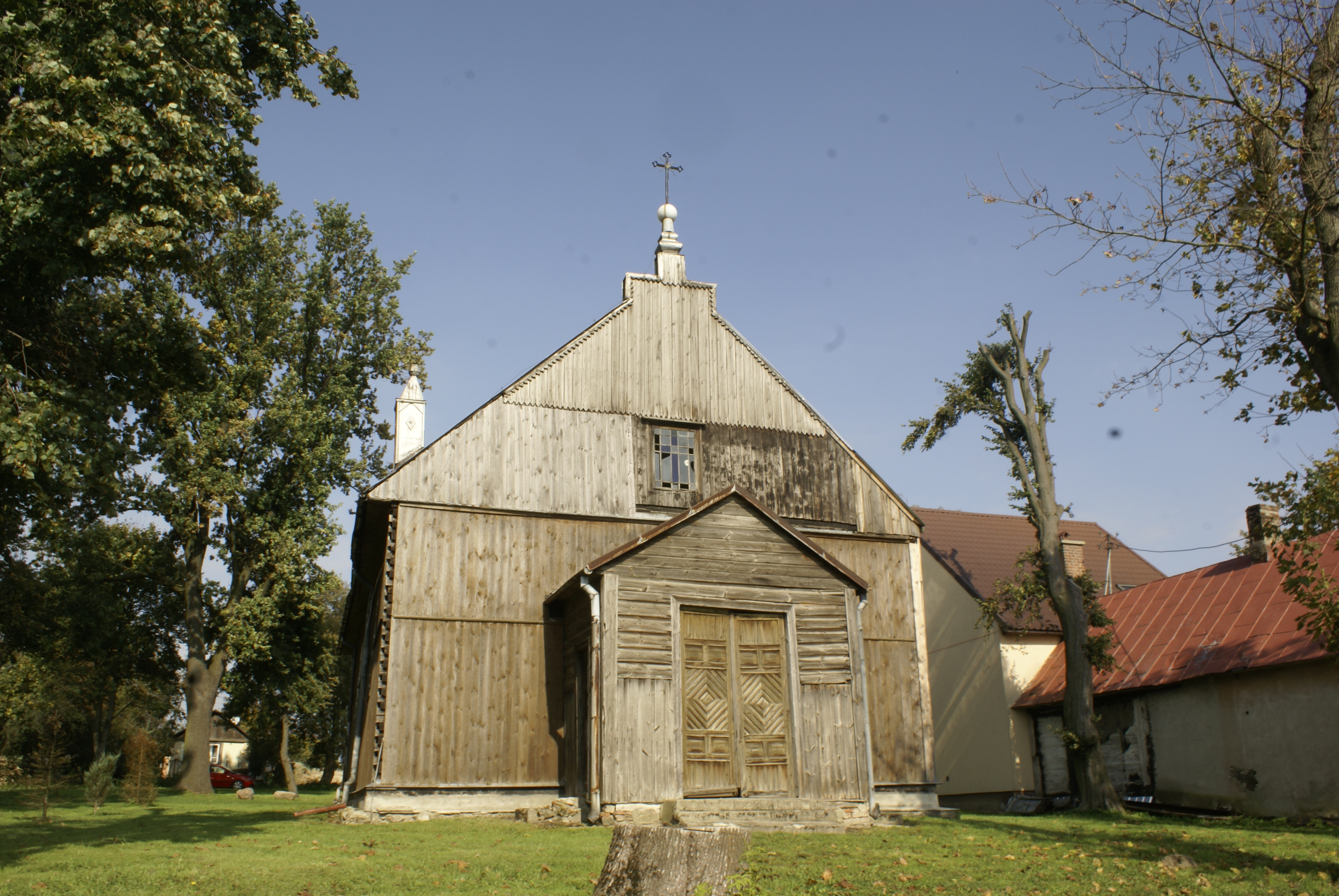
Igreja de madeira mariavita em Łany perto de Markuszów

A voivodia de Lublin é uma das regiões mais diversificadas religiosamente na Polônia. É um lugar onde as culturas cristã oriental e ocidental se encontram. Esta coexistência secular significa que muitos eventos ecumênicos e inter-religiosos acontecem em Lublin e nos arredores.
A grande maioria dos habitantes da voivodia são católicos romanos, que pertencem a quatro áreas metropolitanas (Białystok, Częstochowa, Lublin e Przemyśl). No território da voivodia, a Arquidiocese de Lublin e a Diocese de Zamosc-Lubaczów têm suas sedes. As paróquias greco-católicas de rito bizantino-ucraniano pertencem à arquieparquia de Przemyśl-Varsóvia. A voivodia de Lublin também tem a única paróquia de rito bizantino-eslovaco na Polônia, em Kostomłoty.
Na voivodia de Lublin existe um dos maiores grupos de fiéis da Igreja católica polonesa na República da Polônia, que pertence à diocese de Varsóvia. Existem três foranias na voivodia: Lublin-Chełm, Zamość e Żółkiew. Costumava haver muitos mariavitas na região, especialmente na região ocidental de Lublin. Atualmente, existem três pequenas paróquias da Antiga Igreja Católica Mariavita na Polônia, que pertencem à diocese de Lublin-Podláquia, e uma paróquia da Igreja Católica Mariavita, que pertence à custódia de Varsóvia.
Os cristãos ortodoxos vivem em toda a voivodia, especialmente no leste. Os fiéis da Igreja Ortodoxa Autocéfala polonesa pertencem à diocese de Lublin-Chełm, à diocese de Varsóvia-Bielsk (uma paróquia estauropégica) e ao Ordinariato Ortodoxo do Exército polonês. As foranias de Biała Podlaska, Chełm, Lublin, Terespol e Zamość têm sede na voivodia.
Há também muitos protestantes pertencentes a várias Igrejas e associações religiosas. Os fiéis da Igreja Evangélica-Augsburgo têm uma paróquia e um ramo pertencente à diocese de Varsóvia na voivodia. A Igreja Batista, Igreja Pentecostal, Igreja Evangélica de Cristo, Igrejas de Cristo, Igreja Cristã Evangélica e Igreja Adventista do Sétimo Dia têm a maioria das igrejas. Além disso, existem também congregações de outras comunidades cristãs evangélicas.
Na voivodia de Lublin, existem comunidades ativas que representam o restauracionismo, especialmente movimentos dos Estudantes da Bíblia: Testemunhas de Jeová, A Igreja de Jesus Cristo dos Santos dos Últimos Dias, o Movimento Missionário Leigo “Epifania” e a Associação dos Estudantes Livres da Bíblia.
A voivodia também é habitada por seguidores do judaísmo da União das Comunidades Religiosas Judaicas na República da Polônia, do islamismo da Liga Muçulmana na Polônia, do budismo e do hinduísmo.

## Economia

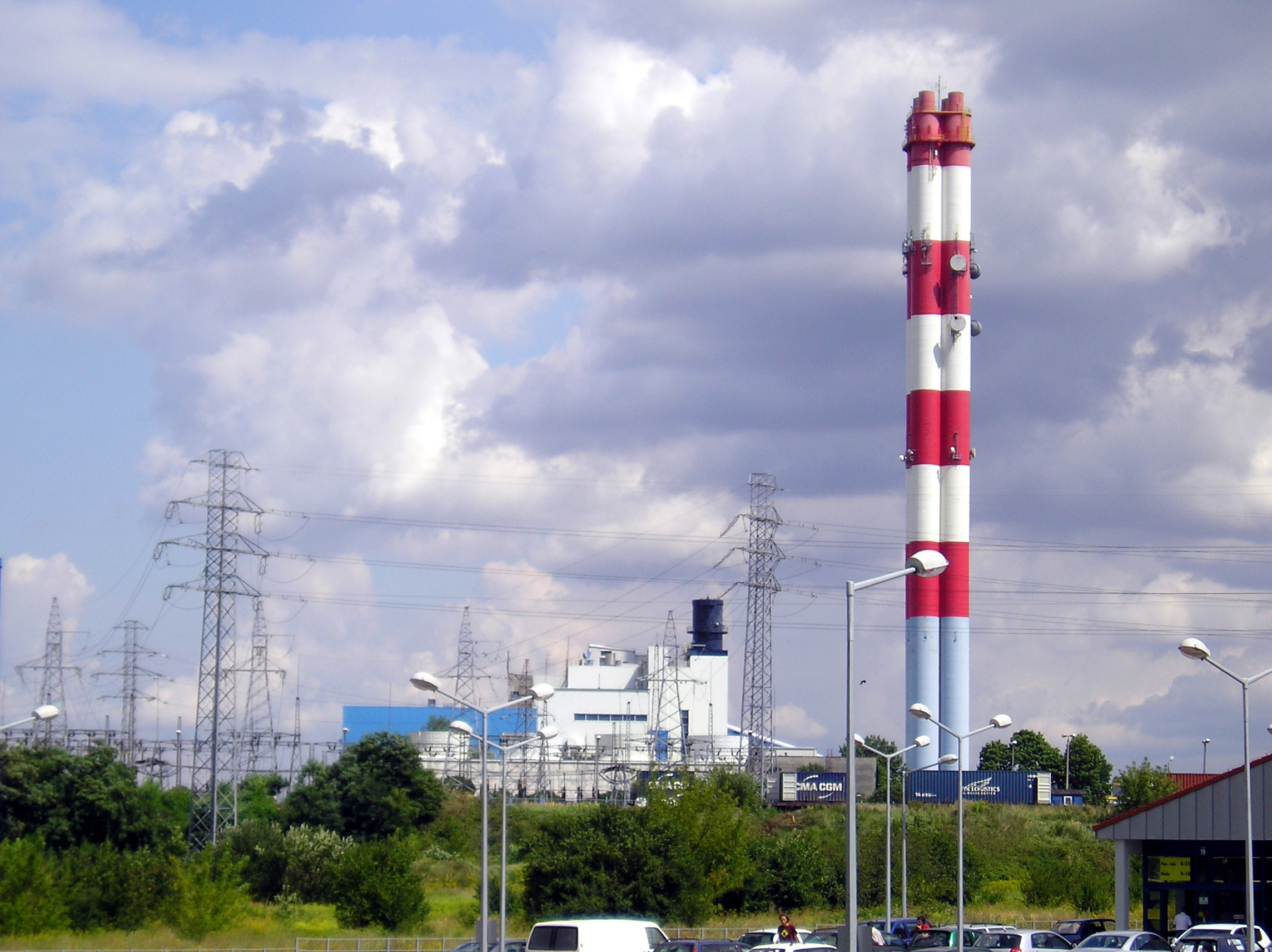
Usina termoelétrica de Lublin-Wrotków

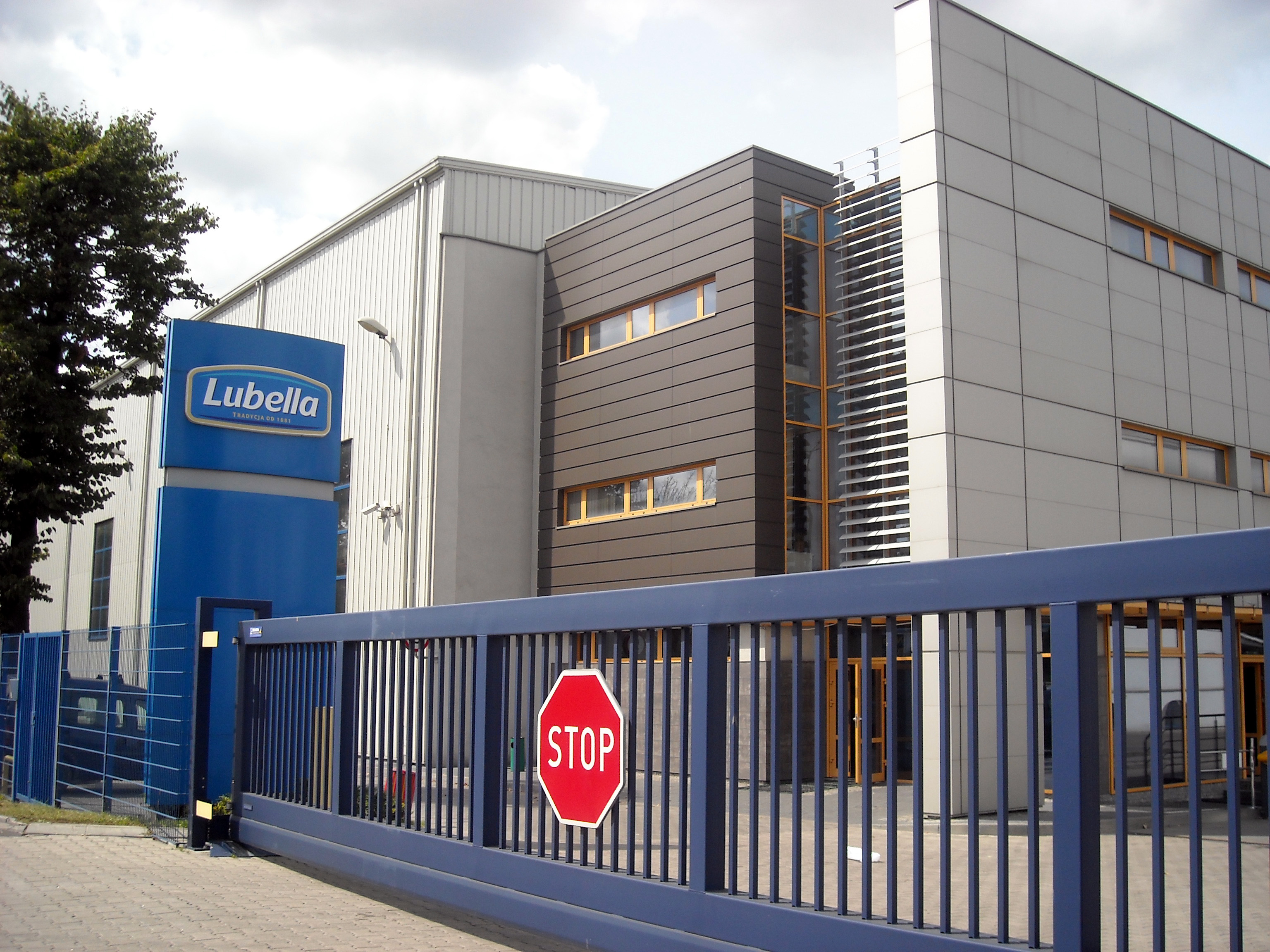
Lubella SA na rua Wrotkowska

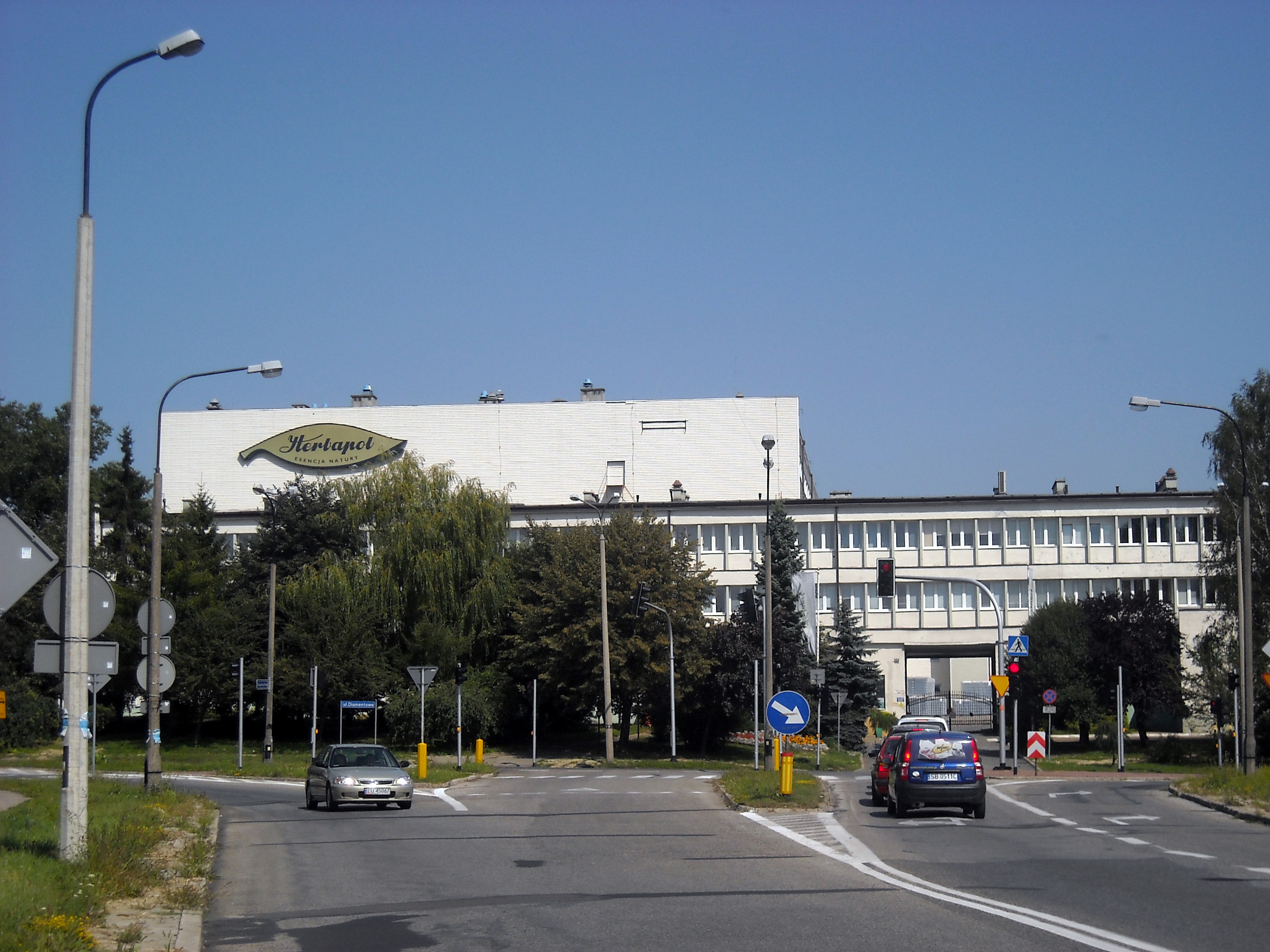
Herbapol Lublin SA na rua Diamentowa (vista da rua Romera)

### Indicadores econômicos
Em 2018, o produto interno bruto da voivodia de Lublin, ascendeu a 78,7 bilhões de PLN, o que representou 3,7% do PIB da Polônia. O produto interno bruto per capita foi de 37,1 mil PLN (67,4% da média nacional), o que colocou Lublin em 16.º lugar em relação a outras voivodias.
Em 2010, a produção industrial vendida na voivodia de Lublin totalizou 24,5 bilhões de PLN, o que representou 2,5% da produção da indústria polonesa. As vendas da produção de construção e montagem na voivodia de Lublin totalizaram 5,2 bilhões de PLN, o que representou 3,2% dessas vendas na Polônia.
O salário médio mensal bruto de um residente da voivodia de Lublin em 2018 era de 4 061,28 PLN, o que a colocou no 11.º lugar em relação a todas as voivodias.
Em setembro de 2019, o número de desempregados registrados na voivodia era de aproximadamente 66,0 mil habitantes, representando uma taxa de desemprego de 7,1% para os economicamente ativos.
Segundo os dados de 2016, 7,8% dos habitantes em domicílios da voivodia de Lublin teve despesas abaixo da linha de pobreza extrema (ou seja, estavam abaixo do mínimo de subsistência).

### Indústria
As maiores instalações industriais da voivodia de Lublin são: Zakłady Azotowe “Puławy” S.A., Lubelski Węgiel “Bogdanka” S.A., Wytwórnia Urządzeń Komunikacyjnego PZL — Świdnik S.A., Fabryka Kabli “Elpar” sp.z.o.o. em Parczewo, Fábrica de Rolamentos Kraśnik S.A., “Perła” Browary Lubelskie S.A. em Lublin, Cooperativa de Laticínios “Spomlek” em Radzyń Podlaski, Cooperativa de Laticínios Distrital Ryki, OSM “Krasnystaw”, Emperia Holding S.A. (rede Stokrotka), Zakład Mięsny “Wierzejki” sp.j. em Płudy, Pol-Skone sp.z.o.o. em Lublin, Roto sp.z.o.o. em Lubartów, Remzap sp.z.o.o. em Puławy, Solbet Lubartów S.A.
As principais empresas que operam na voivodia de Lublin também incluem: Black Red White S.A. em Biłgoraj, Nałęczów Zdrój sp. em Drzewce, perto de Nałęczów (produtor da água mineral Cisowianka), Nestlé Polska S.A. em Bochotnica (produtor da água mineral Nałęczowianka), Mostostal Puławy S.A., Cemex Polska em Chełm, Zakłady Mięsne “Łuków” S.A., Reypol Sp.j. em Janowiec, Stella Pack S.A. em Lubartów, Drukarnia DAKO Sp. j. em Lubartów, ZPH Stanisław Krzaczek em Klikawa.

### Matérias-primas minerais, mineração
Parte da voivodia inclui a Bacia de Carvão de Lublin.
Recursos minerais:
- Hulha próximo de Łęczna, Puchaczów e Bogdanka,[55] extraída em duas minas: KWK Bogdanka e KWK Stefanów;
- Pequenos depósitos de petróleo e gás natural, por exemplo, próximo de Lublin (Minkowice, Ciecierzyn, perto de Abramów) e perto de Zamość - esgotados;[56]
- Calcário — áreas do Roztocze Ocidental e Central;
- Depósitos de glauconita e âmbar no planalto de Lubartów, ao norte de Lubartów;[57][58]
- Depósitos planos calcários (para a produção de cimento Portland) e margas (fabricação de cimento, também como fertilizante mineral) na área a oeste de Chełm (incluindo minas a céu aberto em Rejowiec), bem como nas margens do rio Vístula;
- Giz extraído em uma mina a céu aberto na cidade de Chełm.[59]

## Transportes

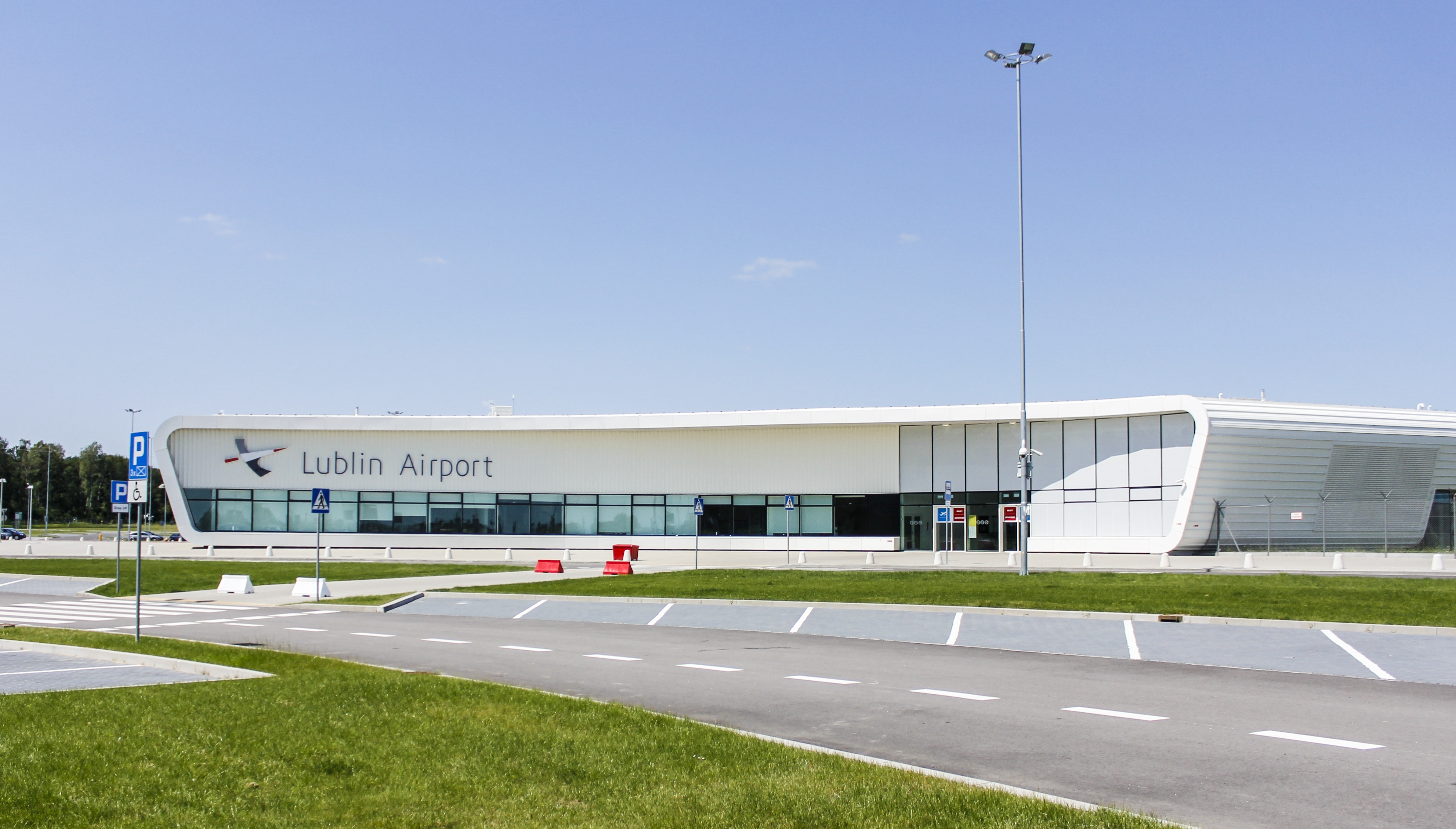
Aeroporto de Lublin

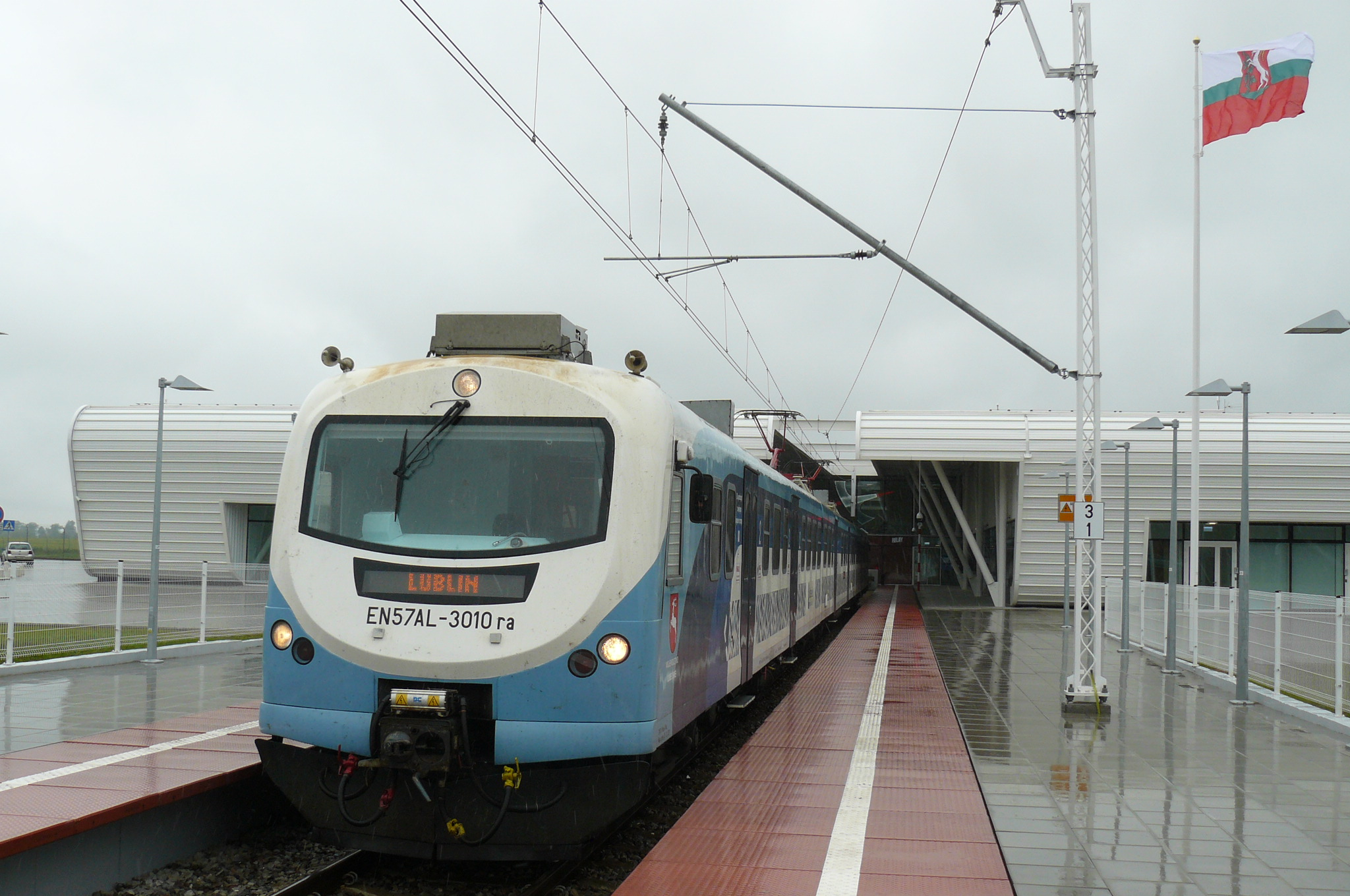
EN57AL-3010 na estação do aeroporto de Lublin em Świdnik

O Aeroporto de Lublin está localizado em Świdnik, a cerca de 10 km do centro de Lublin. O aeroporto cobre 250 hectares, e a pista tem 2,5 km de comprimento e está conectada por um ônibus ferroviário com a Estação Ferroviária PKP de Lublin Główny. Cerca de 12 km a sudoeste da cidade fica o aeroporto Lublin-Radawiec em Radawiec Duży.
Em 2019, a densidade de linhas ferroviárias por 100 km² na voivodia era de 3,6 km. Este foi o segundo menor resultado nacionalmente. Para a última voivodia da lista (Podláquia) foi 3,54 km, e para a terceira voivodia (Vármia-Masúria) — 4,58 km. Em 2021, o Marechal da voivodia de Lublin informou que até 2030 seriam construídas ou modernizadas aproximadamente 140 km de linhas ferroviárias. Estas são as seções: entre a mina Bogdanka, passando por Łęczna até Lublin, entre Rejowiec e Zamość, e entre Włodawa e Chełm. Em 2021, o trabalho já estava em andamento nas conexões Biłgoraj — Janów Lubelski — Kraśnik e Lublin — Łuków.
Em 2014, a voivodia de Lublin possuía 13 automotoras, adquiridas pelo Gabinete do Marechal, e 5 unidades elétricas alugadas.
| Série  | Tipo  | Números              | Quantidade | Fabricante                     |               |
| ------ | ----- | -------------------- | ---------- | ------------------------------ | ------------- |
| SA103  | 214Ma | 005, 007, 012        | 3          | Pesa                           | [ 61 ]        |
| SA107  | 211M  | 001, 002             | 2          | Kolzam                         | [ 61 ]        |
| SA134  | 218Md | 015 ÷ 019, 026 ÷ 028 | 8          | ZNTK “Mińsk Mazowiecki”        | [ 61 ]        |
| EN57AL | 5B/6B | 3006 ÷ 3010          | 5          | Pafawa/ZNTK “Mińsk Mazowiecki” | [ 63 ] [ 64 ] |
| EN98A  | 37WEa | 001 ÷ 009            | 9          | Newag                          | [ 65 ]        |

## Meio ambiente e sua proteção

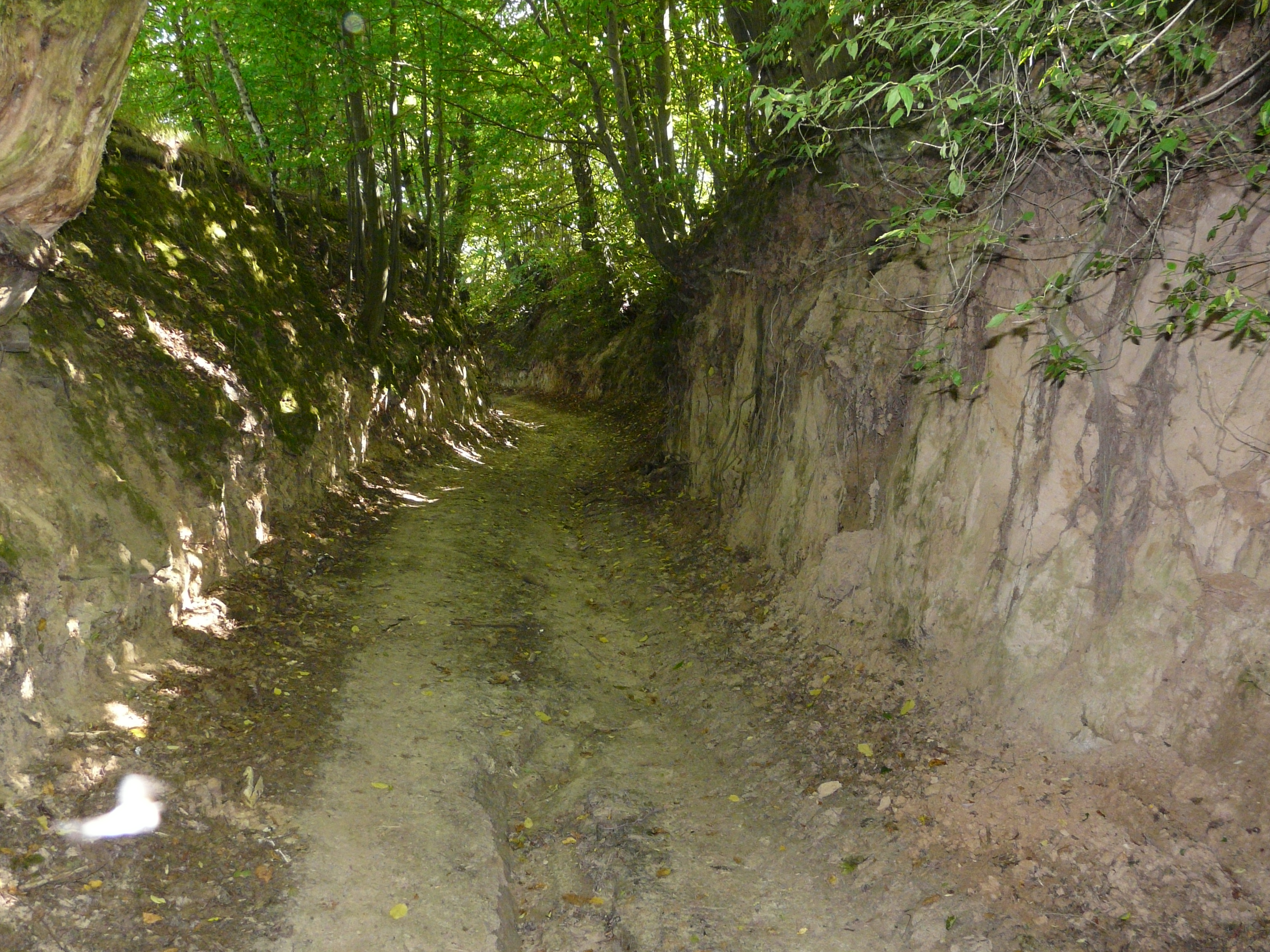
Desfiladeiro de loesse na floresta entre Pniaki e Kraśniczyn

Grandes complexos florestais: florestas Janowskie e Solska, formando uma cadeia densa na parte sul da região, florestas Parczew, Sobiborski e Włodawska no leste e florestas de Kozłowieckie e Łukowskie ao norte de Lublin. Espécies de árvores como a faia-europeia, o abeto-branco e o carvalho-branco têm aqui seus limites de alcance.
Segundo dados de 31 de dezembro de 2012, as florestas na voivodia de Lublin cobriam uma área de 580,1 mil hectares, que representava 23,1% de sua área. 12 000 hectares de florestas estavam localizados nos parques nacionais.
Ao lado do Parque Nacional Roztoczański fica a área do distrito dos lagos Łęczyńsko-Włodawskie — a única região lacustre da Polônia localizada fora da extensão da última glaciação. Em 2002, a UNESCO concedeu a essa área a classificação de Reserva da Biosfera Internacional “Polésia Ocidental”. O Parque Nacional da Polésia está localizado na parte central desta reserva. Em última análise, será uma das poucas reservas da biosfera tri-estatal no mundo: polaco-ucraniano-bielorrusso.

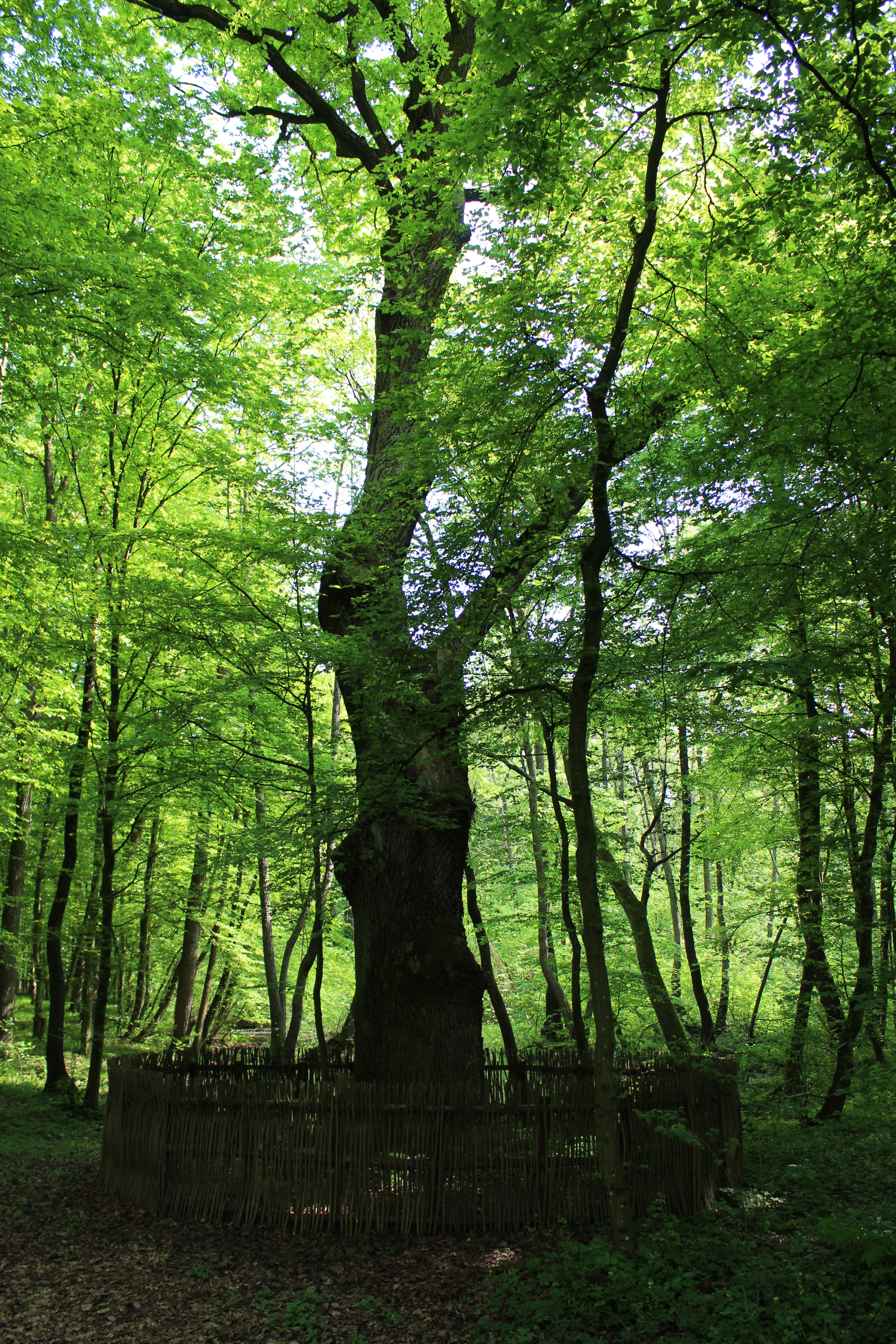
Parque Nacional da Polésia — trilha natural “Carvalho Dominik”

Existem dois parques nacionais na voivodia de Lublin:
1. Parque Nacional da Polésia;[67]
2. Parque Nacional Roztocze.[68]

17 parques paisagísticos:
1. Parque paisagístico de Chełm;[69]
2. Parque paisagístico de Kazimierz;[70]
3. Parque paisagístico de Kozłowiecki;[71]
4. Parque paisagístico de Krasnobrodzki;[72]
5. Parque paisagístico de Krzczonów;[73]
6. Parque paisagístico de Nadwieprzański;[74]
7. Parque paisagístico das florestas Janowskie;[75]
8. Parque paisagístico Podlaski Przełom Bug;[76]
9. Parque paisagístico do Distrito dos Lagos;[77]
10. Parque paisagístico de Solska;[78]
11. Parque paisagístico da Polésia;[79]
12. Parque paisagístico de Roztocze Sul;[80]
13. Parque paisagístico de Skierbieszów;[81]
14. Parque paisagístico de Sobibór;[82]
15. Parque paisagístico de Strzelecki;[83]
16. Parque paisagístico de Szczebrzeszyn;[84]
17. Parque paisagístico de Wrzelowiec.[85]

Em 2019, havia 87 reservas naturais na voivodia. Em 2019, havia 1437 monumentos naturais na região. Entre eles, o grupo mais numeroso eram árvores individuais (1103), grupos de árvores (179), blocos erráticos (40), avenidas à beira da estrada (41), cavernas (7) e 67 outros locais. Em 2019, havia 4 sítios de documentação, 276 sítios ecológicos e 7 complexos naturais e paisagísticos.

## Ciência e educação

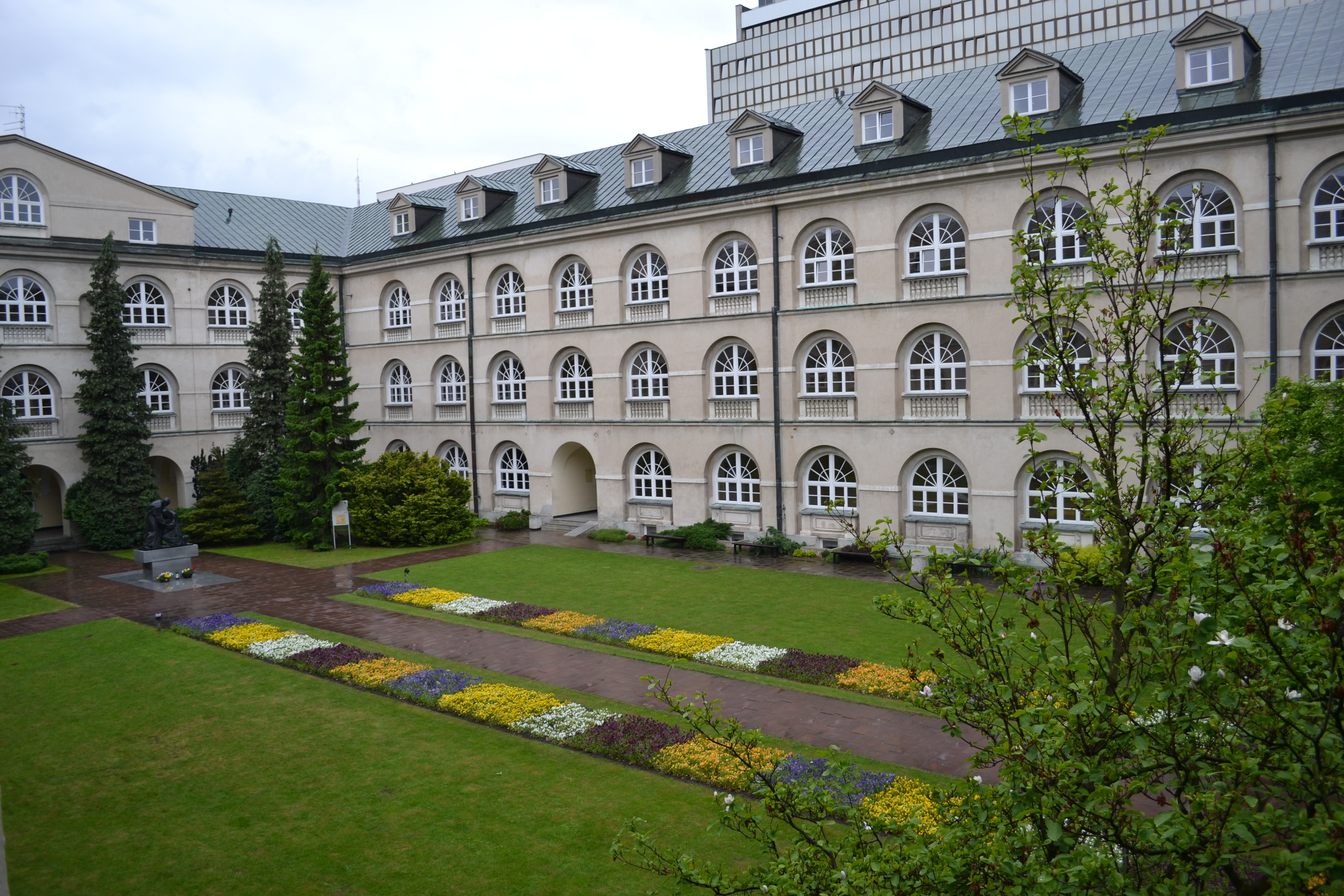
Universidade Católica João Paulo II de Lublin

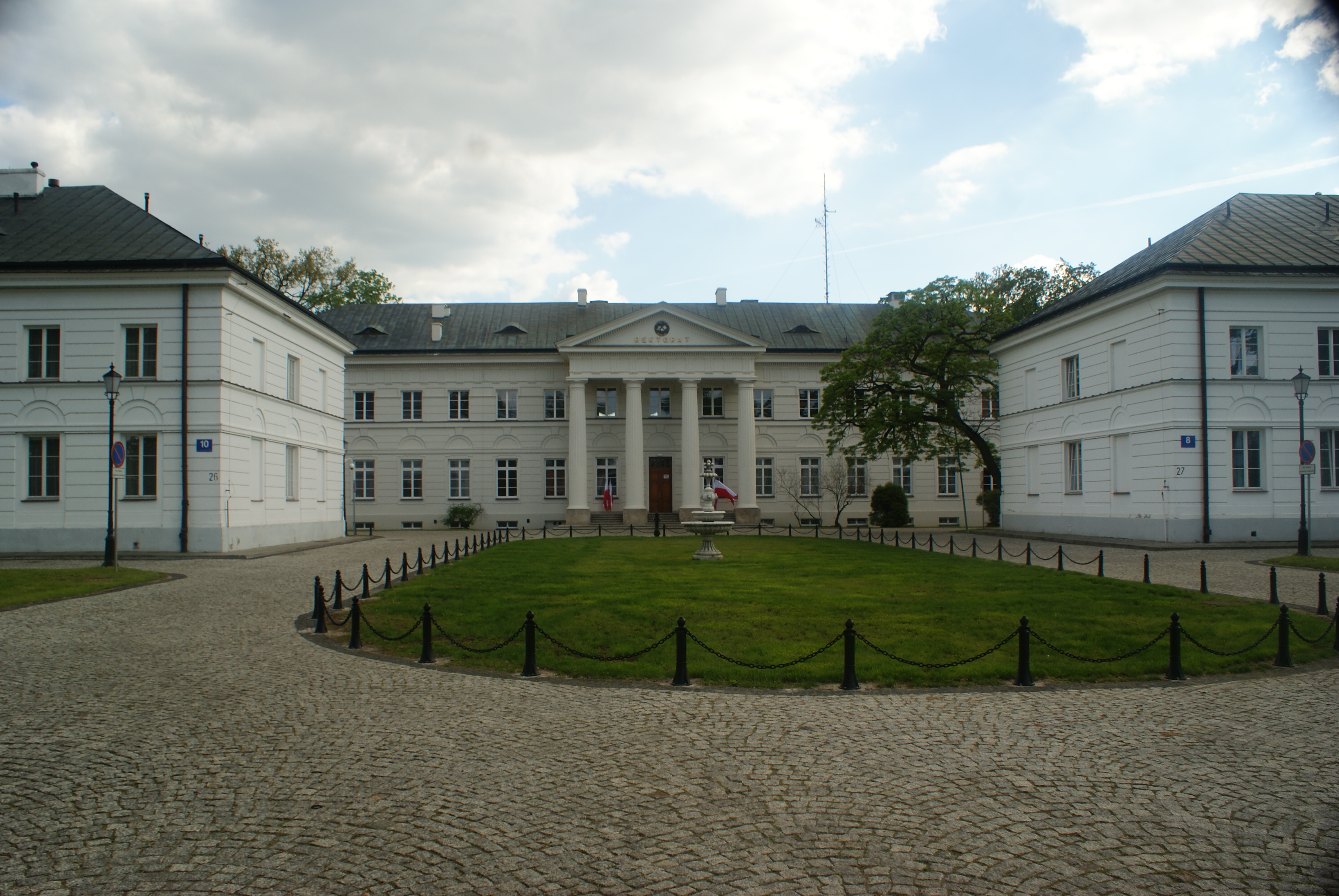
Reitoria da Academia de Aviação Militar em Dęblin

Lublin é o centro científico da voivodia de Lublin, onde estão sediadas quatro universidades e várias outras instituições de ensino superior. Outras grandes cidades da voivodia têm seus próprios centros de atendimento e universidades particulares.

## Segurança pública
Existe um centro de notificação de emergência na voivodia de Lublin localizado em Lublin, que atende chamadas de emergência direcionadas aos números de emergência 112, 997, 998 e 999.

## Administração

### Governo autônomo
O órgão legislativo é o Parlamento da voivodia de Lublin, composto por 33 conselheiros. O Parlamento elege o órgão executivo da voivodia, sendo o Conselho da Voivodia de Lublin, composto por 5 membros, com o marechal presidindo. A sede do parlamento da voivodia é Lublin. Jarosław Stawiarski é atualmente o marechal da voivodia de Lublin.

### Administração governamental
O voivoda de Lublin, nomeado pelo primeiro-ministro, é o órgão de administração do governo. A sede do voivoda é Lublin.
| N.º | Voivoda              | Mandato                 | Mandato                 | Primeiro-ministro                 |
| N.º | Voivoda              | de                      | até                     | Primeiro-ministro                 |
| --- | -------------------- | ----------------------- | ----------------------- | --------------------------------- |
| 1   | Krzysztof Michalski  | 1 de janeiro de 1999    | 18 de fevereiro de 2000 | Jerzy Buzek                       |
| 2   | Waldemar Dudziak     | 28 de fevereiro de 2000 | 22 de outubro de 2001   | Jerzy Buzek                       |
| 3   | Andrzej Kurowski     | 22 de outubro de 2001   | 7 de dezembro de 2005   | Leszek Miller e Marek Belka       |
| 4   | Wojciech Żukowski    | 7 de dezembro de 2005   | 29 de novembro de 2007  | Kazimierz Marcinkiewicz           |
| 4   | Wojciech Żukowski    | 7 de dezembro de 2005   | 29 de novembro de 2007  | Jarosław Kaczyński                |
| 5   | Genowefa Tokarska    | 29 de novembro de 2007  | 26 de outubro de 2011   | Donald Tusk                       |
| 6   | Jolanta Szołno-Koguc | 12 de dezembro de 2011  | 11 de março de 2014     | Donald Tusk                       |
| 7   | Wojciech Wilk        | 12 de março de 2014     | 11 de novembro de 2015  | Donald Tusk                       |
| 7   | Wojciech Wilk        | 12 de março de 2014     | 11 de novembro de 2015  | Ewa Kopacz                        |
| 8   | Przemysław Czarnek   | 8 de dezembro de 2015   | 11 de novembro de 2019  | Beata Szydło e Mateusz Morawiecki |
| 9   | Lech Sprawka         | 25 novembro 2019        | 11 de novembro de 2019  |                                   |

## Arquitetura

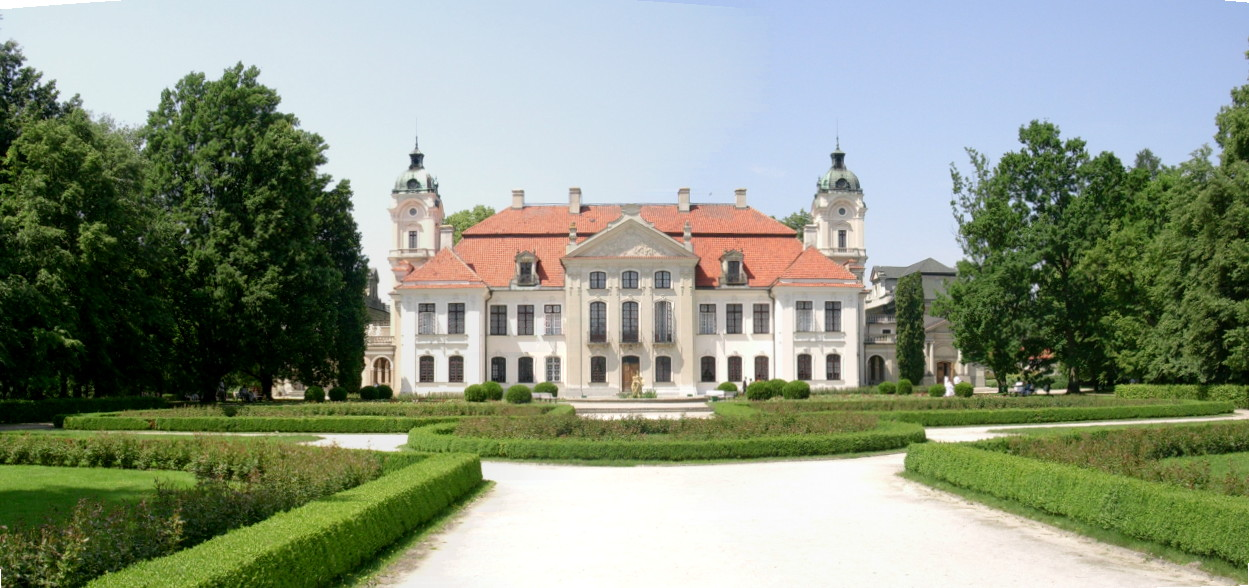
Palácio em Kozłówka

### Edifícios religiosos
O maior número de edifícios de natureza religiosa está localizado em Lublin.
A arquitetura religiosa protestante é representada pela igreja luterana da Santíssima Trindade em Lublin, bem como as ruínas da igreja calvinista em Piaski e a Torre ariana em Wojciechów. A ortodoxia é representada pela igreja ortodoxa da Transfiguração em Lublin, e o catolicismo grego — pela igreja de madeira da Natividade da Bem-Aventurada Virgem Maria no terreno do Museu da Vila de Lublin. A Igreja Mariavita é representada pela igreja de madeira do Santo Sacramento em Łany perto de Markuszów, e o catolicismo polonês pela igreja do Coração de Jesus em Zamość.
A arquitetura judaica é representada em Lublin pela escola talmúdica Chachmei Lublin, enquanto fora de Lublin há sinagogas, entre outras em Łęczna, Kraśnik, Kazimierz Dolny e Zamość.

### Castelos e suas ruínas

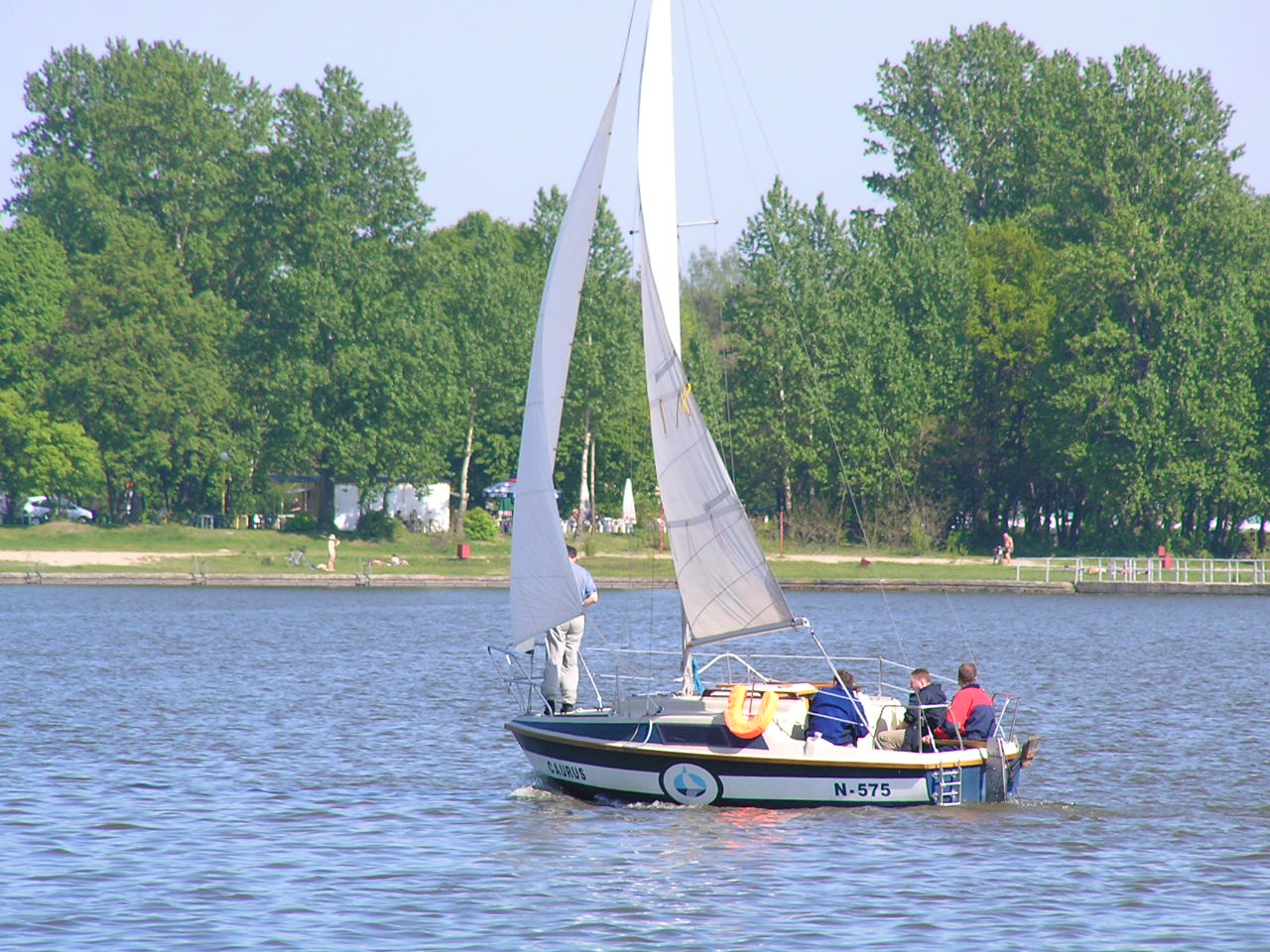
Lago Zemborzycki – local de esporte e recreação

Em Lublin, há um castelo na Cidade Velha, com uma torre de menagem românica. Em Lublin, também existem ruínas do castelo em Jakubowice Murowane. Em Kazimierz Dolny, existem ruínas de um castelo do século XVI e uma torre defensiva do século XIV. Na vizinha Bochotnica, existem restos de um pequeno castelo da família Firlej, conhecido como “Castelo de Esterka”. As ruínas do castelo também estão localizadas em Zawieprzyce. A Torre ariana em Wojciechów e o complexo de castelos e palácios em Czemierniki também eram defensivos por natureza.

## Turismo
Existem duas rotas subterrâneas em Lublin. Há uma rota subterrânea de aproximadamente 300 metros de comprimento, que atravessa as adegas das casas da Cidade Velha. As adegas de Lublin serviam como armazéns dos comerciantes no início do século XVI. Foi inaugurada em junho de 2006. Os corredores e salões estão distribuídos por três pisos a uma profundidade de 9 a 12 metros. A outra rota é a do metrô Kredowa em Chełm, a única na Europa.
Regiões turísticas: Roztocze, as floresta Solska e Janów, bem como a Polésia ocidental.